# Violette Nozière
Pour les articles homonymes, voir Violette (homonymie) et Nozière.
Pour le film de Claude Chabrol de 1978, voir Violette Nozière (film).
Violette Nozière, née le 11 janvier 1915 à Neuvy-sur-Loire (Nièvre) et morte le 26 novembre 1966 au Petit-Quevilly (Seine-Maritime), est une lycéenne française qui défraie la chronique judiciaire et criminelle dans les années 1930.
Cette jeune parricide de 18 ans est condamnée à mort par la cour d'assises le 12 octobre 1934 à Paris, peine commuée par le président de la République Albert Lebrun en travaux forcés à perpétuité. Le 6 août 1942, le maréchal Philippe Pétain réduit la sentence à 12 ans. Elle est finalement libérée le 29 août 1945, puis graciée par le général de Gaulle le 17 novembre suivant.
La cour d'appel de Rouen rend un arrêt exceptionnel dans les annales de la justice française concernant l'auteur d'un crime de droit commun qui a été condamné à la peine capitale, en prononçant la réhabilitation de Violette Nozière le 13 mars 1963.
Cette affaire criminelle connaît un grand retentissement en France et, en raison de son impact médiatique jusqu'à nos jours, est devenue un fait de société.

## Biographie

### Enfance et adolescence

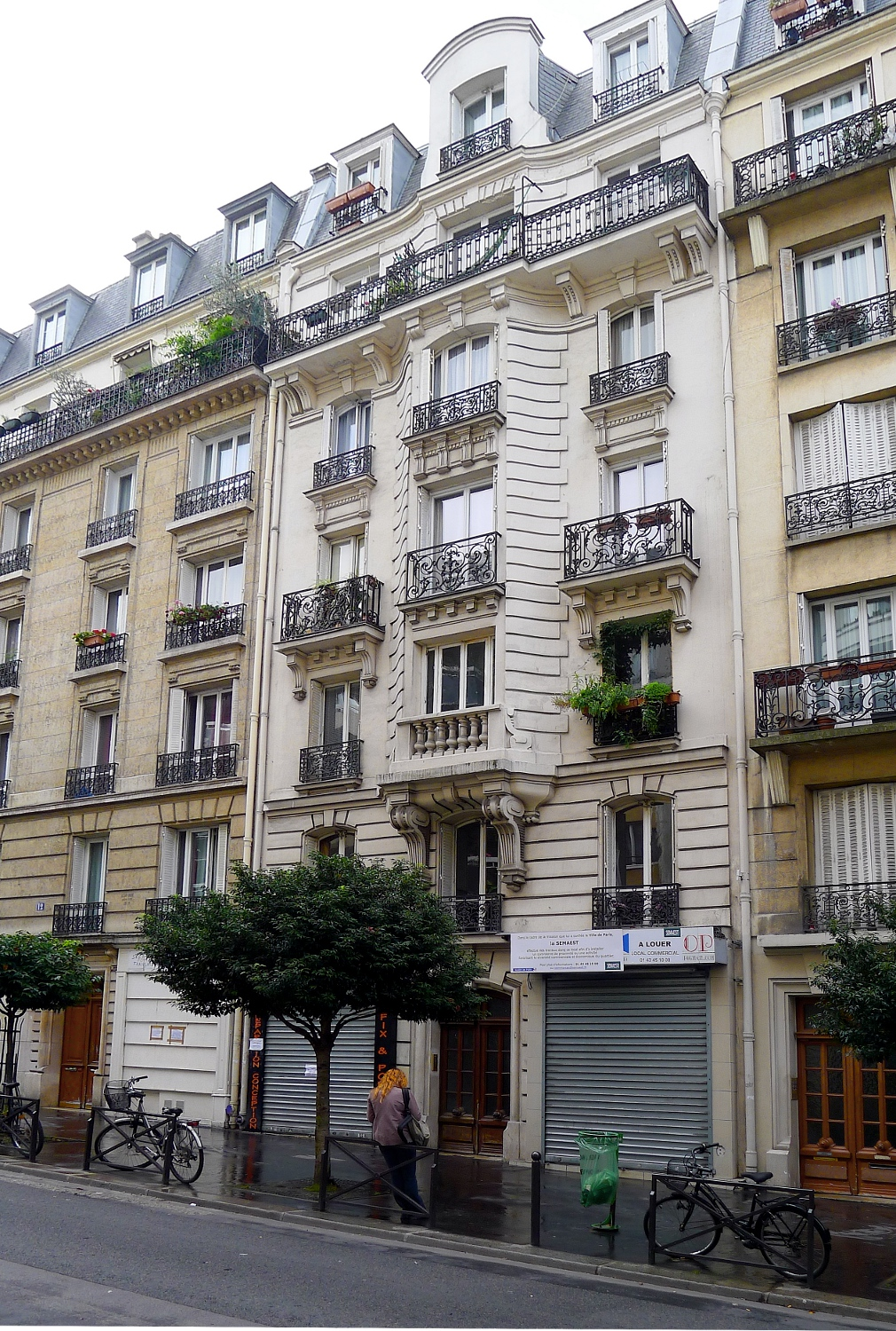
L'immeuble au no 10 bis rue Montgallet à Paris, où habitent, en 1914, les parents de Violette Nozière.

Violette Nozière naît le 11 janvier 1915 à Neuvy-sur-Loire, à quatre heures du soir. Elle est la fille unique de Baptiste Nozière, mécanicien ajusteur aux Chemins de fer Paris-Lyon-Méditerranée (PLM), et de Germaine Joséphine Hézard.
Germaine Hézard rencontre au mois de juin 1913 Baptiste Nozière. Le couple demeure à Paris, dans le 12e arrondissement, au no 10 bis rue Montgallet. Elle est déjà enceinte de quatre mois lorsqu'elle épouse en secondes noces Baptiste, à Paris dans le même arrondissement, le 17 août 1914. Les époux ne font pas de contrat de mariage. Germaine Hézard est mécanicienne, car un certain nombre de femmes remplacent les hommes mobilisés. C'est le début de la Première Guerre mondiale. Baptiste Nozière est chauffeur aux chemins de fer et le reste tout au long des hostilités : il effectue la campagne contre l'Allemagne au PLM, du 2 août 1914 au 10 novembre 1918, affecté au transport des troupes et du matériel militaire. Pendant toute la guerre, Neuvy-sur-Loire est le lieu de résidence de Baptiste et Germaine Nozière.
À la fin de la « Grande Guerre », Baptiste Nozière revient à Paris, du fait de sa profession. La famille loge au no 9 rue de Madagascar, dans le 12e arrondissement, près de la gare de Lyon. Violette Nozière va passer toute sa jeunesse dans un simple deux-pièces cuisine, au sixième étage sur cour, où la promiscuité ne laisse que peu de place à l'intimité. Le climat familial devient pour la jeune fille trop étouffant. Bonne élève, Violette obtient le certificat d'études primaires. Elle poursuit sa scolarité à l'école primaire supérieure de jeunes filles Sophie Germain du 4e arrondissement, puis au lycée Voltaire, dans le 11e arrondissement. Ses parents inscrivent ensuite leur fille au lycée Fénelon, dans le Quartier latin.
Ces changements d'établissements sont la conséquence de la dégradation des résultats scolaires, mais surtout du comportement de Violette Nozière. Un conseil des professeurs rend un avis sans appel : « Paresseuse, sournoise, hypocrite et dévergondée. D'un exemple déplorable pour ses camarades ». La jeune fille paraît plus que son âge ; elle découvre les premiers émois amoureux et compte parmi ses premiers amants Pierre Camus, un étudiant en médecine à Paris, et Jean Guillard, un ami d'enfance qu'elle retrouve pendant les vacances à Neuvy-sur-Loire. Elle recourt à ses premiers mensonges, du fait de retards et d'absences répétés. Violette Nozière va acquérir la réputation d'être une « petite coureuse », tout comme sa meilleure amie, Madeleine Georgette Debize (1915-1985), dite Maddy, qui demeure également dans le 12e arrondissement au 7 rue Claude-Decaen. Maddy a une véritable influence sur Violette. Cette génération née pendant la guerre, vivant dans une période de crise économique profonde, pense surtout à se divertir et veut se libérer de la tutelle moralisatrice et envahissante de la précédente génération. Les femmes n'ont pas le droit de vote et doivent attendre leur majorité, soit vingt et un ans, pour être autonomes. L'avenir que la société leur réserve est tout tracé : être une bonne mère et une bonne épouse. Un lendemain encore bien lointain pour Violette Nozière. Le besoin d'indépendance, de liberté, de plaisirs, de changer de vie, est de plus en plus pressant. Pour ses sorties, et pour faire face à ses dépenses comme les toilettes, les restaurants, les bars, les hôtels, les taxis, la jeune fille a besoin d'argent. Commencent alors les vols, au domicile de ses parents ou chez des commerçants. Elle va également recourir à la prostitution occasionnelle, pour subvenir rapidement à ses besoins, ce que Violette Nozière nommera pudiquement « les passages utilitaires ». Elle n'hésite pas non plus à poser nue pour une revue. Une lente dérive s'amorce et une double vie s'installe.

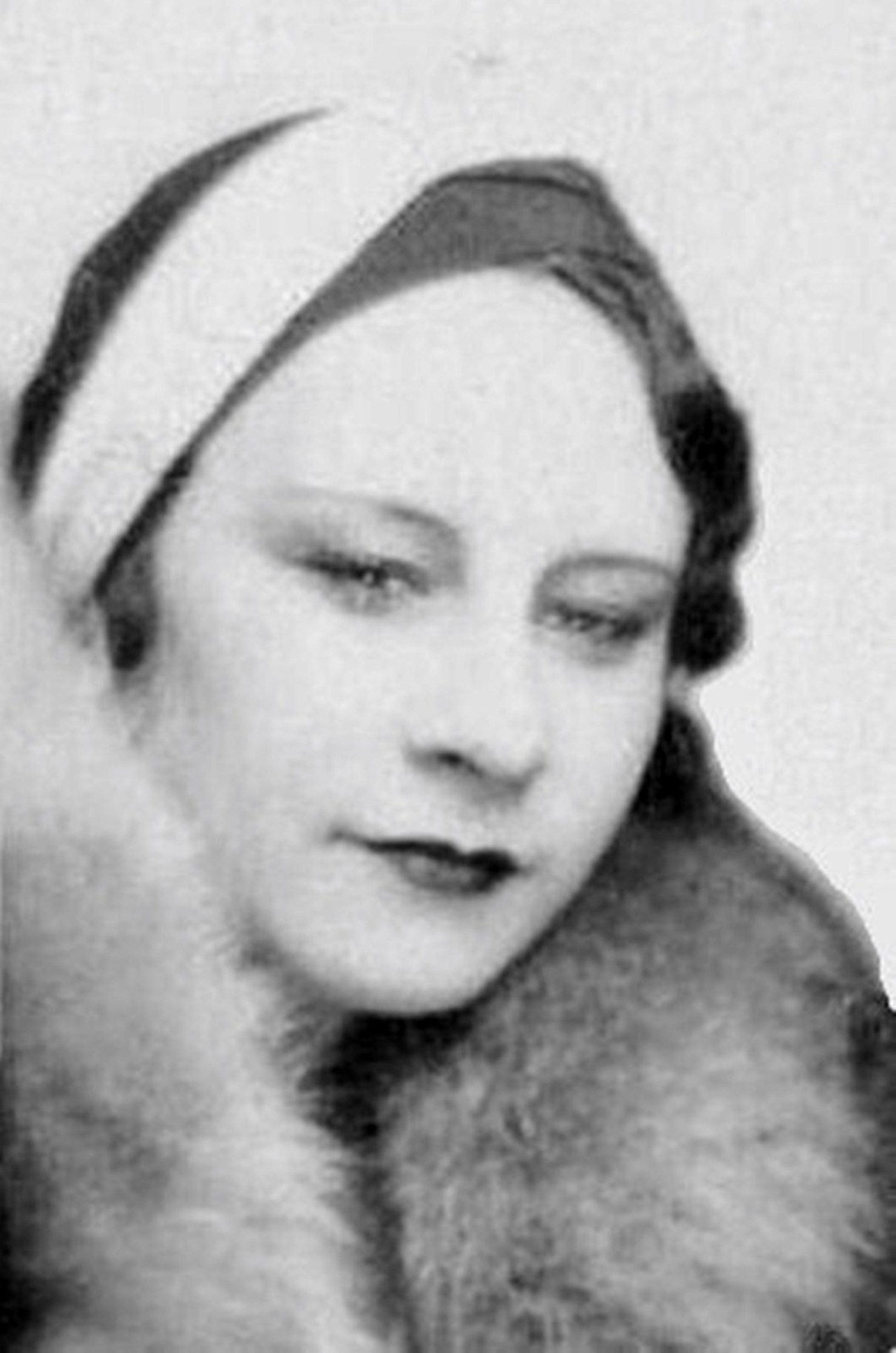
Violette Nozière au cours de l'année 1933.

Au mois d'avril 1932, Violette Nozière apprend, après plusieurs consultations auprès du docteur Henri Déron, à l'hôpital Xavier-Bichat, dans le 18e arrondissement de Paris, qu'elle est syphilitique (IST). Elle va imaginer une sœur du docteur Déron, une relation flatteuse et au-dessus de tout soupçon, pour justifier ses absences auprès de sa famille. Désœuvrée, elle passe la majeure partie de son temps dans les cinémas et les brasseries des grands boulevards du 5e arrondissement. Ses préférés sont le bar de la Sorbonne ou le Palais du Café au 31 boulevard Saint-Michel et cet établissement devient son « quartier général ». La fréquentation du monde étudiant, cette classe sociale aisée, amène aussi Violette Nozière à mentir sur ses origines, son milieu : son père est devenu ingénieur en chef au PLM et sa mère est « première » chez Paquin. Violette Nozière a honte de ses parents qui sont pourtant bien indulgents avec leur fille, selon le biographe Jean-Marie Fitère. Elle s'en éloigne de plus en plus. Elle confie à ses camarades ses tourments : que son père « oubliait qu'il était son père », ou « sa conduite trop particulière envers elle » et qu'il était jaloux de ses amis. Le 14 décembre 1932, la lycéenne dérobe un dictionnaire dans une librairie. À la suite de ce méfait, une dispute éclate entre le père et la fille. Le lendemain de l'incident, les parents découvrent un mot de Violette qui leur fait part de son intention de se jeter dans la Seine. Aussitôt, les commissariats voisins sont alertés. Leur fille de 17 ans est retrouvée quai Saint-Michel dans le 5e arrondissement, saine et sauve.
La maladie de Violette Nozière s'aggrave, au début du mois de mars 1933, et elle n'a plus d'autre choix que d'informer ses parents de son état de santé, suivant les recommandations de son médecin. Elle amène le docteur Henri Déron à rédiger un faux certificat de virginité. De cette façon, elle rend ses parents responsables de cette maladie contagieuse, l'hérédosyphilis. Le médecin convoque à l'hôpital Baptiste Nozière, le 19 mars 1933. À son retour, le père informe son épouse de cette maladie « héréditaire », dont souffrirait Violette. En résulte une nouvelle dispute entre les parents et leur fille mais, pour l'adolescente, ce sera une dispute de trop.

### L'affaire Violette Nozière

#### Les faits

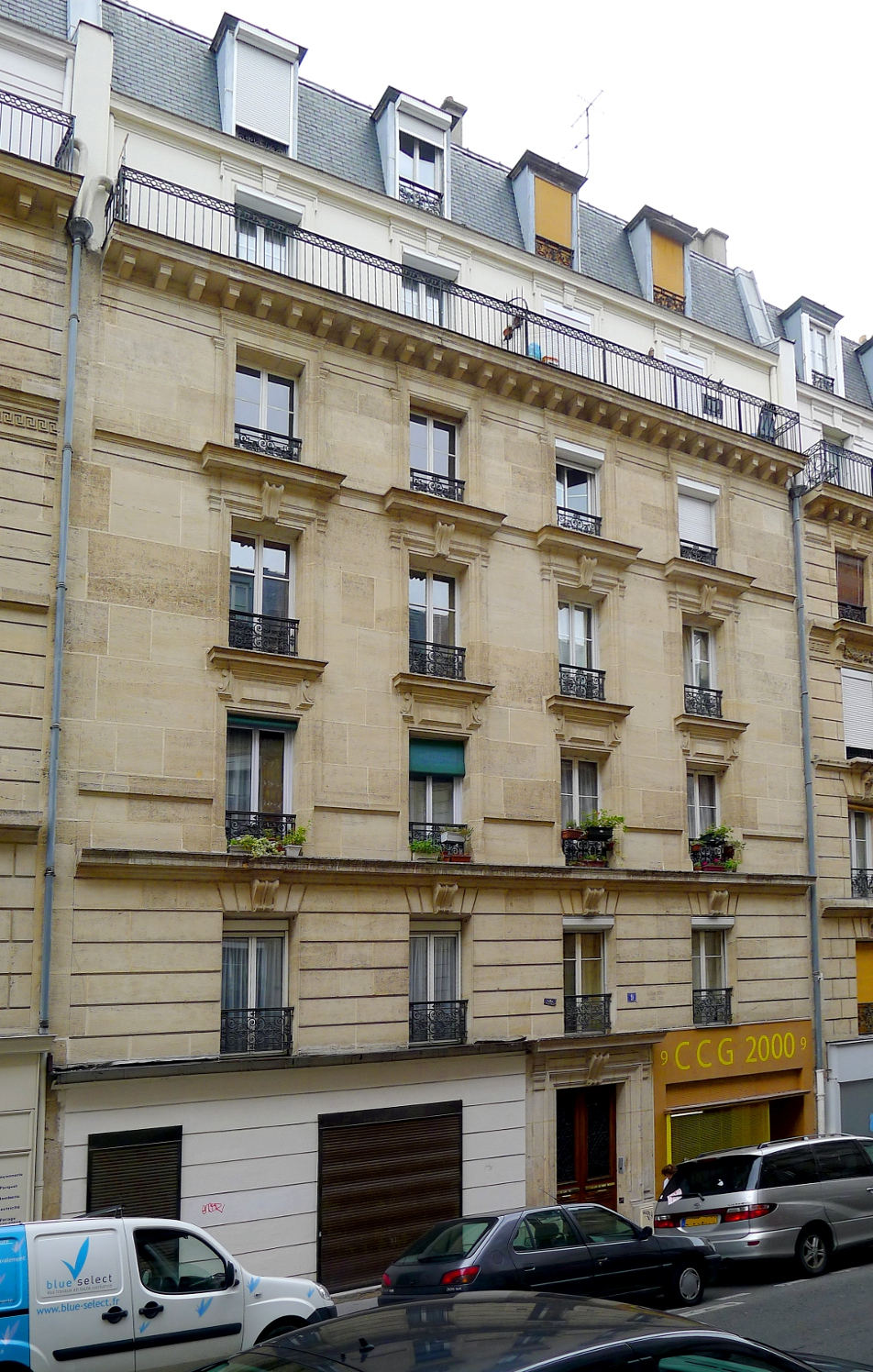
L'immeuble du no 9 rue de Madagascar.

L'atmosphère du foyer est délétère et le ressentiment de Violette Nozière envers ses proches s'accentue. Elle pense à sa tentative de suicide du mois de décembre et décide d'entraîner sa famille dans la mort. Le 23 mars 1933, elle achète en pharmacie un tube de Soménal, un somnifère. Elle persuade ses parents de prendre ce médicament, que le docteur Déron aurait prescrit afin de les protéger d'une éventuelle contagion. Il s'agit de la première tentative d'empoisonnement. La dose administrée est faible et Violette Nozière ingère également les comprimés. Au cours de la nuit, vers deux heures du matin, un début d'incendie se déclare dans l'appartement. Le feu consume le rideau qui sépare le couloir de la chambre. Violette Nozière alerte ses voisins de palier, Monsieur et Madame Mayeul. Baptiste Nozière revient à lui mais son épouse est admise à l'hôpital Saint-Antoine (12e arrondissement). L'enquête ne va pas plus loin et établit que les malaises des parents sont dus à l'intoxication par la fumée.
Malgré ces événements, le quotidien reprend son cours normal et Violette Nozière continue de mener sa double vie. Un séjour à Prades en Haute-Loire, berceau de la famille Nozière, est décidé pour les fêtes de la Pentecôte au mois de mai chez le père de Baptiste, Félix Nozière, ancien boulanger et aubergiste. Un différend familial oppose pourtant le fils à son père. La relation qu’entretient Félix Nozière avec sa belle-fille, Marie Michel, veuve de son autre fils Ernest Nozière, envenime la situation. Mais cela n'empêche pas les parents de Violette de rester quinze jours et leur fille, six semaines. Plus d'une fois, elle échappe à la vigilance de son grand-père pour rejoindre les jeunes gens du pays. Les vacances s'achèvent et Violette revient à Paris le 26 juin 1933.
Violette Nozière rencontre le 30 juin 1933 un étudiant en droit, Jean Dabin. C'est un nouvel amant mais un amant de cœur. La jeune fille, comme à son habitude, enchaîne les mensonges concernant la situation professionnelle de ses parents. Quant à Jean Dabin, il est endetté en permanence et vit sans l'ombre du moindre remords aux crochets de Violette Nozière qui lui remet chaque jour 50 ou 100 francs. Bientôt, les racolages de Violette Nozière ou les emprunts auprès de ses amis ne suffisent plus pour entretenir son amant.
Au début de l'été 1933, la situation professionnelle de Baptiste Nozière s'améliore. Estimé par ses supérieurs hiérarchiques, il voit son salaire augmenté. Le 2 juillet 1933, Baptiste est désigné pour conduire le train du président de la République, Albert Lebrun. Le 8 juillet, il reçoit la médaille des Chemins de Fer. Mais le 14, en gare de Lyon, Baptiste Nozière perd l'équilibre et tombe de sa locomotive. Hospitalisé à La Pitié-Salpêtrière, il est de retour, très affaibli, parmi les siens le 17 août 1933. Deux semaines de convalescence lui sont prescrites.
Ce même 17 août, Jean Dabin doit partir quelques jours voir son oncle à Hennebont dans le Morbihan. Violette Nozière souhaite le retrouver en Bretagne et prolonger les vacances avec lui jusqu'aux Sables-d'Olonne, mais en automobile. Un rêve un peu fou se dessine, pourquoi ne pas partir en Bugatti, même d'occasion ? Il lui faut trouver la somme. Grâce à différentes fouilles menées dans l'appartement, la jeune fille sait à présent que ses parents disposent de 165 000 francs en titres et en espèces, dans un coffre du Crédit lyonnais. Les questions se posent alors de savoir comment en disposer et se libérer de la tutelle de sa famille et comment se délivrer d'un lourd secret.

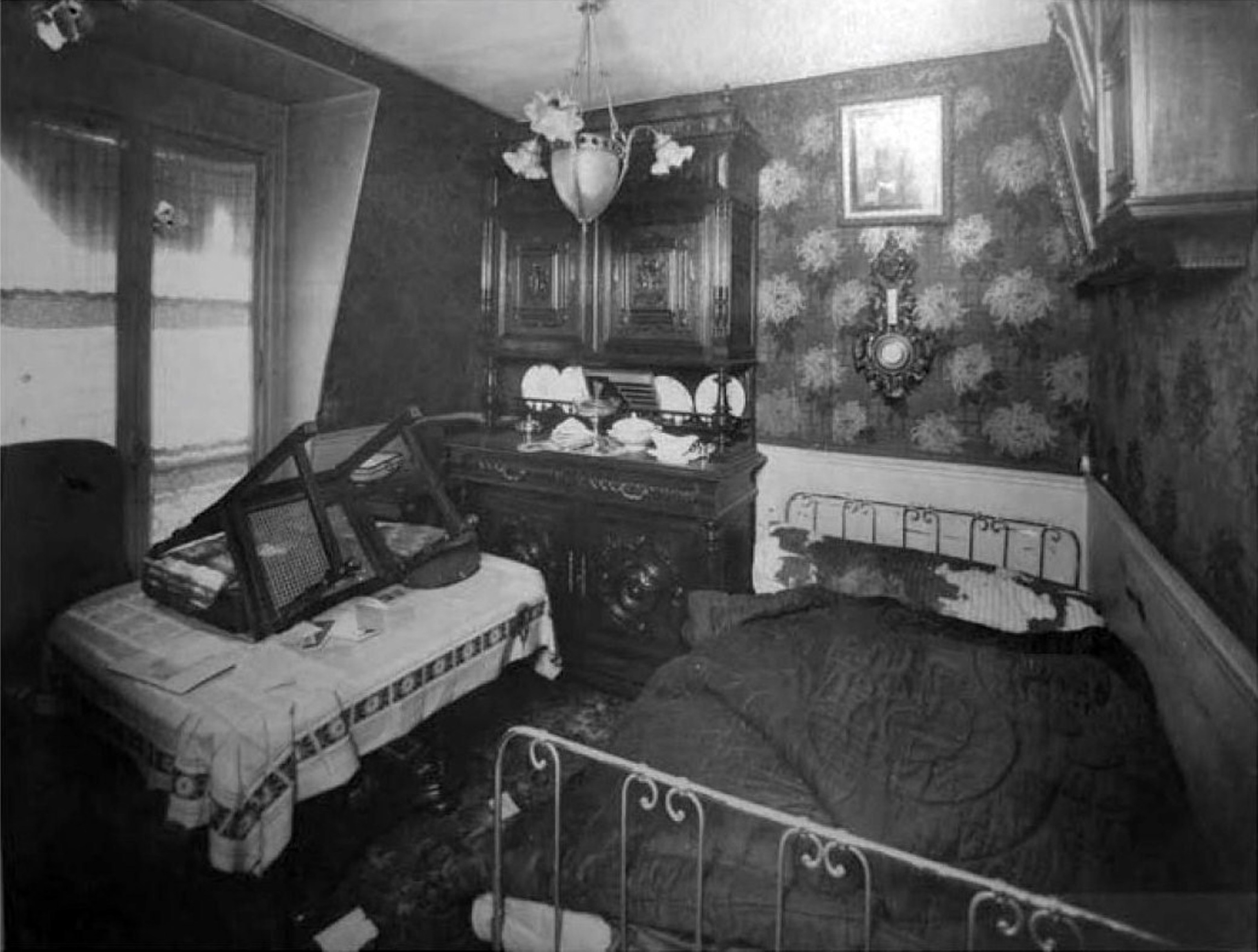
La scène du crime au 6e étage. Le commissaire de police, Robert Gueudet, note dans son procès-verbal : La salle à manger, traces de sang sur le traversin, le drap du lit, sur le mur, par terre. Archives de Paris, Identité judiciaire, dossier Nozière Violette, cotes D2 U8 379-380.

Le 21 août 1933, Violette Nozière renouvelle sa tentative du 23 mars, mais avec une dose beaucoup plus forte de Soménal. Elle en achète trois tubes et rédige une fausse ordonnance émanant du docteur Déron. Les comprimés sont réduits en poudre et celle-ci est répartie dans deux sachets identiques. Un troisième sachet marqué d'une croix contient un dépuratif inoffensif. Pendant ce temps, les parents ne sont pas au bout de leurs surprises. Ils découvrent que de l'argent a disparu et, en cherchant dans les affaires de leur fille, trouvent une lettre de Jean Dabin. Au retour de leur fille, c'est une violente dispute qui éclate. Le climat finit par s'apaiser. Le soir après le dîner, Violette Nozière absorbe le contenu du sachet identifié par une croix. Son père sans méfiance, avale la totalité de son poison mais sa mère, en raison du goût amer, jette la moitié du verre, ce qui lui sauvera la vie. Baptiste s'effondre sur le lit de sa fille. Germaine tombe à son tour et se blesse à la tête en heurtant un montant du lit. Violette Nozière vole l'argent qui se trouve sur sa mère et prend la paie de son père, en tout 3 000 francs. Elle quitte l'appartement pour y revenir le 23 août à une heure du matin. La jeune fille ouvre le gaz, afin de faire croire que ses parents ont tenté de se suicider par ce moyen et alerte ses voisins, les Mayeul, comme au mois de mars. Également alertés, les pompiers arrivent, suivis de la police. Baptiste Nozière est trouvé mort sur un lit. Dans une autre chambre à côté, son épouse inconsciente respire encore et elle est transportée d'urgence à l'hôpital Saint-Antoine.
L'enquête de la police révèle deux faits importants : l'absence des dépenses inscrites quotidiennement dans un registre tenu par madame Nozière pour la journée du 22 août, et le compteur à gaz dont le relevé démontre que la quantité échappée était insuffisante pour asphyxier le couple.
Le 23 août 1933 à 15 h 00, le commissaire Gueudet emmène Violette Nozière à l'hôpital Saint-Antoine, dans l'intention de la confronter à sa mère qui commence à sortir du coma. Le policier va s'enquérir de son état de santé et vouloir poser quelques questions à Germaine Nozière. Il demande à la jeune fille de l'attendre dans le petit bureau de la surveillante, attenant à la salle où se trouve sa mère. Selon le médecin, cette dernière n'est pas en état de répondre aux questions du policier mais le commissaire insiste, ce qui l'amène à constater que Violette Nozière s'est enfuie après avoir compris que sa mère en se réveillant allait la dénoncer. Cette fuite est alors considérée comme un aveu de culpabilité. Le lendemain, Madame Nozière peut enfin s'exprimer et donne sa version des faits. Ce même jour, Violette Nozière est inculpée pour homicide volontaire et fait l'objet d'un mandat d'amener. Sa cavale dans Paris dure une semaine. Un témoin dira même que la jeune femme s'est jetée dans la Seine. La presse se déchaîne : « Le monstre en jupons traqué par la police ». Le 28 août 1933, Violette Nozière est arrêtée dans le 7e arrondissement par la brigade criminelle que dirige le commissaire Marcel Guillaume, à la suite de la dénonciation d’un jeune homme de « bonne famille », le vicomte André de Pinguet.

#### La presse, la politique et l'affaire

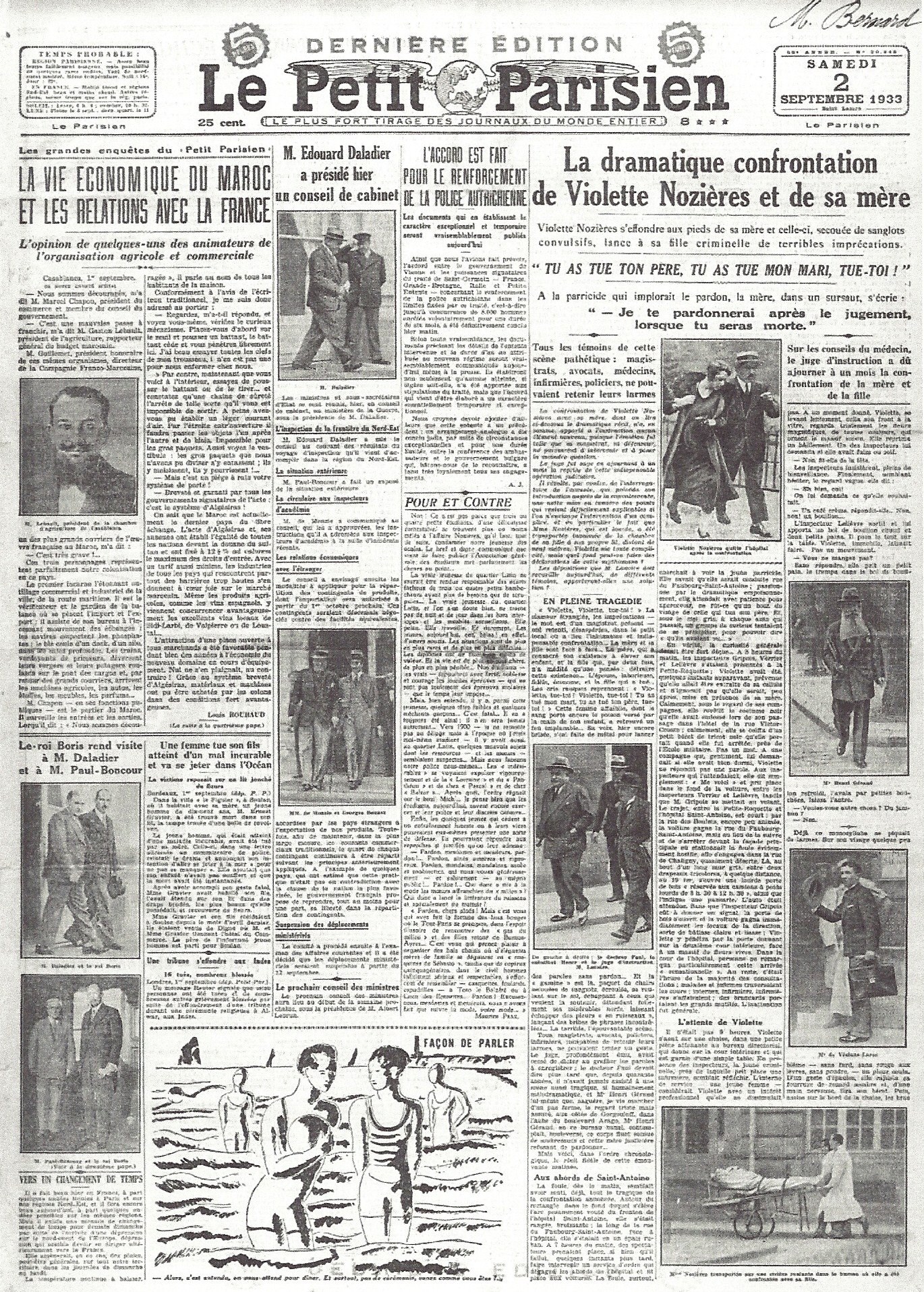
.

Aussitôt, la presse s'empare de l'affaire, qui fait la « une » des quotidiens. Elle se demande qui est cette parricide de 18 ans. Dans une revue mensuelle de septembre 1933, l'article consacré à Violette Nozière se termine ainsi : 
« … Comme on le voit, Violette Nozière est passée au premier plan de l'intérêt public et le crime dont elle s'est rendue coupable subsistera longtemps dans la mémoire de ceux que passionnent et répugnent à la fois ces émouvantes tragédies humaines. Déjà, de l'autre côté de l'Atlantique, des écrivains, particulièrement doués d'un sentiment sinistre, préparent des scénarios inspirés de l'abominable crime de la rue de Madagascar ».
Sur fond de passion, la presse donne le ton : le mythe Violette Nozière est né. Les rédactions envoient leurs équipes de journalistes, qui mènent leurs propres investigations sur le lieu du drame ainsi qu'au 36 quai des Orfèvres, au Palais de Justice, au laboratoire de toxicologie de la préfecture de police où est analysé le poison, à l'Institut médico-légal du quai de la Rapée dans le 12e arrondissement où le corps de Baptiste Nozière a été transporté pour l'autopsie, à l'hôpital Saint-Antoine où se trouve admise Madame Nozière et même jusque dans les départements de la Nièvre et de la Haute-Loire d'où sont originaires les Nozière.
D'août à octobre 1933 et souvent en Une, la médiatisation de l'affaire doit beaucoup aux grands quotidiens populaires de la capitale, comme Paris-Soir, Le Petit Parisien, aussi L’Œuvre, L'Humanité ou LeTemps mais également aux hebdomadaires comme Candide, Gringoire, Je suis partout et le récent Marianne, et aussi, au secteur neuf de la presse-magazine, avec des hebdomadaires d’actualité comme Vu ou spécialisés dans le fait divers tels Détective ou Police- magazine, outre la presse régionale comme L'Abeille brivadoise, qui font de l'affaire leurs choux gras.
Le lecteur doit tout savoir sur Violette Nozière. Une surenchère d'informations les plus diverses sont publiées, où se mêlent les comptes rendus rigoureux et la recherche du sensationnel. Cette affaire, impliquant une femme, grave son empreinte dans la mémoire collective. La presse a bien compris l'impact que ce drame pouvait avoir sur le public ; certains journaux vont même innover, afin d'obtenir un succès commercial rapide. Déformations, exagérations, inventions sont de mise dans un contexte de concurrence entre les différents organes de presse, soumis à une logique commerciale à travers l’exigence du plaire : l’écriture du fait divers n’échappe pas à la « fictionnalisation » où néanmoins « s’édifie une image ténébreuse de la jeune parricide » qui s'inscrit dans l'« imaginaire social de la transgression ». Les reportages appuyés par de multiples photographies, tel le déroulement d'un film, avec des titres chocs, interpellent, immergent le lecteur dans l'action, qui participe ainsi indirectement à l'enquête ; le lecteur devient acteur. Les tirages des quotidiens augmentent car Violette Nozière fait vendre. L'actualité nationale et internationale est reléguée à un niveau de moindre importance.
La foule se déplace en masse sur le passage de Violette Nozière lors des convocations du juge d'instruction Edmond Lanoire, des confrontations qui s'ensuivent, devant la prison de la Petite Roquette où la jeune Nozière est détenue. Les chansonniers prennent le relais. L'opinion publique se divise en deux camps et s'enflamme pour l'affaire Violette Nozière.
L'affaire précisément prend une nouvelle dimension, car l'enquête est confiée à un commissaire de renom : Marcel Guillaume (1872-1963). Le commissaire divisionnaire du 36 quai des Orfèvres est connu pour s'être occupé des crimes de la bande à Bonnot, Landru et l'assassinat du président de la République Paul Doumer. Si le juge d'instruction Edmond Lanoire charge ce haut personnage de mener les investigations sur Violette Nozière, c'est que l'affaire est jugée sérieuse, digne des plus grands criminels. Le magistrat lui-même est redoutable, aguerri par des années d'expérience. Enfin, Violette Nozière aura pour avocat Me Henri Géraud (1872-1962), un ténor du barreau, qui a défendu Raoul Villain, l'assassin de Jean Jaurès et Paul Gorgulov, le meurtrier du président de la République Paul Doumer mais qui va se désister au dernier moment. Le second avocat de Violette Nozière est Me René de Vésinne-Larue (1903-1976). Ce jeune licencié en droit et ès sciences est diplômé d'astronomie et de l'Institut des sciences politiques. Violette Nozière bénéficie d'un troisième avocat qui plaide sa cause : Jean Vincey (1903-1969). Ces personnalités autour de cette jeune parricide, inconnue des services de police, aura un impact considérable sur l'opinion publique et bien évidemment sur la presse. Violette Nozière est projetée sur le devant de la scène et cette soudaine notoriété va dépasser le cadre judiciaire.
Dans le contexte d'affrontement entre droite et gauche, l'affaire est très vite au centre des choix politiques. La droite fustige en Violette Nozière une jeunesse d'après-guerre dévoyée, fait appel à l'ordre moral et au retour des valeurs, tandis que la gauche en fait une égérie du conflit social. Cette même année, le 2 février 1933, un autre fait divers avait secoué la France : le double meurtre des sœurs Papin. Christine et Léa Papin, domestiques, avaient massacré leur patronne et sa fille à la suite d'un différend. D'aucuns considèrent cet acte de démence comme une atteinte à l'ordre social. À présent, le crime de Violette Nozière, commis dans le milieu des classes moyennes, jette le trouble, l'effroi et l'horreur. Comment « le monstre en jupons » s'est-il affranchi de toute morale, allant jusqu'à accuser son père de relations incestueuses ?
Le commissaire Marcel Guillaume, à la suite de ses recherches, juge crédible la version de Violette Nozière indiquant qu'elle a voulu se libérer de l'inceste paternel. Il exprime ainsi son sentiment personnel après le premier interrogatoire de la jeune Nozière : « Il y a des cris de sincérité auxquels on ne peut pas se tromper : c'est un de ces cris que j'ai entendu au cours de la soirée du 28 août, et qui me fait écrire aujourd'hui que, si coupable que fût Violette Nozière, elle méritait du moins d'obtenir les circonstances atténuantes ». Le commissaire Guillaume sera rejoint par d'autres défenseurs de la jeune accusée.
La gauche fait de Violette Nozière un symbole de la lutte contre la société et ses dérives. Son amant Jean Dabin, celui qui l'a corrompue en vivant de ses générosités, serait un camelot du roi. Les surréalistes prennent la défense de la jeune femme qui devient leur muse. Louis Aragon signe en 1933 une chronique dans L'Humanité où il la présente comme une victime du patriarcat. Le 24 octobre 1934, Marcel Aymé interpelle par son plaidoyer en faveur de Violette Nozière : « Dans l'hypothèse d'un inceste, quelle pitié ne méritait pas la malheureuse, et quel pardon ! ». L'inceste, sujet tabou dans une société masculine, permet à Paul Éluard d'écrire un poème qui reste dans les mémoires : « Violette a rêvé de défaire / A défait / L'affreux nœud de serpents des liens du sang ». Écrivains, poètes, mais également peintres prennent fait et cause pour elle. Cette médiatisation de l'affaire influencera les chefs d'État successifs qui eurent, par la suite, à décider du sort de Violette Nozière.
Les enquêtes parallèles menées par les journalistes ont également une influence sur celles des autorités. Des lettres de dénonciation parviennent dans les rédactions, à la police judiciaire ou chez le juge d'instruction. Le monde étudiant, et le Quartier latin en particulier, font l'objet des attaques de la presse : « Nous partageons entièrement l'opinion de M. Clément Vautel, mais nous nous permettrons d'ajouter qu'à l'intervention scolaire dans l'épuration du quartier Latin, nous souhaiterions voir se joindre l'activité de l'autorité compétente ». Les accusations de Violette Nozière remettent en cause l'institution familiale sur laquelle repose l'autorité du père. La presse évite les termes « inceste » ou « viol », qui relèvent de l'Interdit culturel et pèsent sur le langage. Mais cette affaire permet aussi de libérer la parole des victimes d'inceste. Cette pression médiatique aura des conséquences sur le déroulement futur du procès.
Une presse réactionnaire n'hésite pas à désigner les amis de Violette Nozière comme étant d'origine étrangère ou avec des termes empreints de racisme : « Le Noir, Louis, François Pierre » dans Le Matin du 3 septembre 1933, « Un témoin coloré », dans la revue mensuelle Drames de septembre 1933 ou « le musicien nègre » dans le journal Excelsior du 3 septembre 1933. Dans ce dernier quotidien sera cité « Jacques Fellous, démarcheur de cercles de jeux, 4 rue de Sèze, est un Tunisien », qui devient algérien dans Le Petit Journal du 4 septembre 1933. Pour Le Matin du 9 septembre 1933, voici un autre témoin : « l'Algérien Atlan ». L'Excelsior du 12 septembre 1933 précise le second prénom, non sans une arrière pensée antisémite : « Violette revint donc avec deux amis, Robert Isaac Atlan et l'Italien Adari ». Ces propos dans la presse à caractère xénophobe se situent dans un contexte particulier, celui de la montée du fascisme. Les ligues d'extrême droite souhaitent prendre le pouvoir comme en Allemagne et en Italie. Quelques mois plus tard, les événements vont se précipiter en France avec les émeutes de ces extrémistes, le 6 février 1934. Les écrits publiés dans une certaine presse préfigurent ceux qui paraîtront en France occupée, sous Philippe Pétain.

#### L'enquête

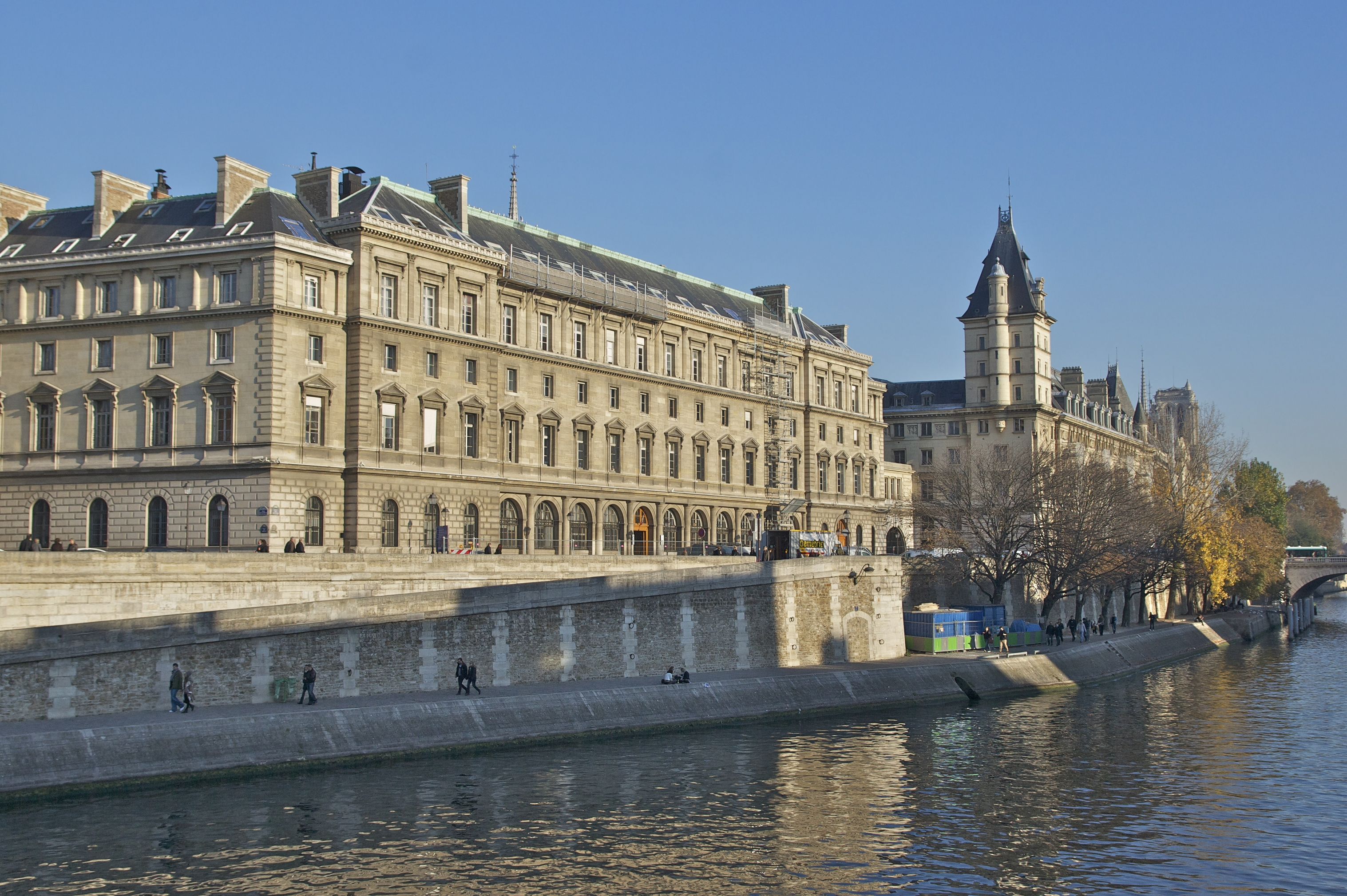
Le siège de la police judiciaire de Paris, au 36, quai des Orfèvres.

Le jeudi 24 août 1933, le docteur Paul, médecin légiste expert auprès du tribunal de la Seine, procède à l'autopsie de Baptiste Nozière, à l'Institut médico-légal du quai de la Rapée dans le 12e arrondissement. Le lendemain, le professeur Kohn-Abrest, directeur du laboratoire de toxicologie à la préfecture de police, analyse les sachets ayant contenu le poison, retrouvés au domicile de la famille Nozière. L'empoisonnement par le Soménal est confirmé. D'autre part, la victime présentait des lésions antérieures au crime et son état de santé, fragilisé par l'accident du 14 juillet, a facilité l'action toxique du poison.

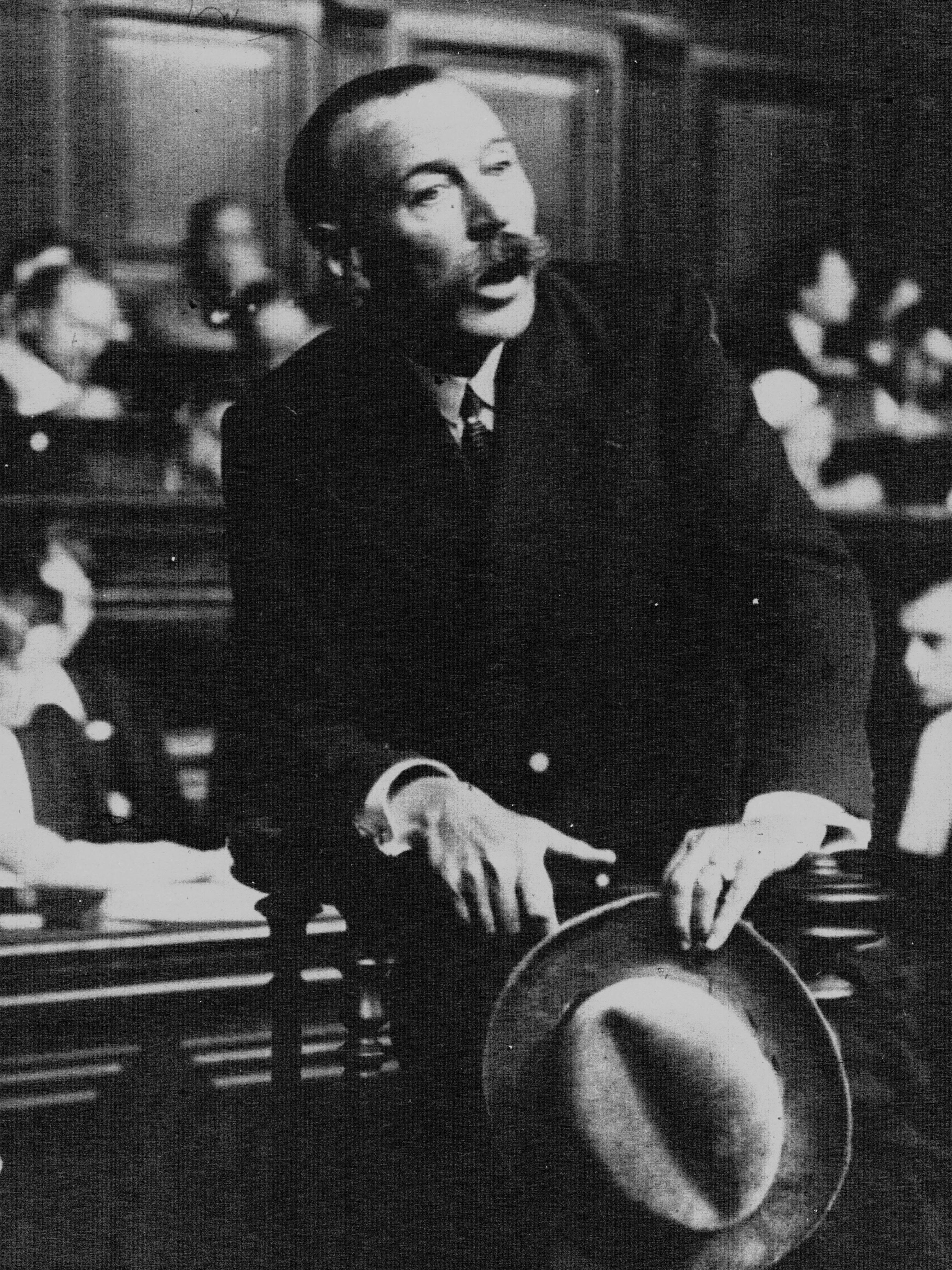
Le commissaire divisionnaire Marcel Guillaume.

Le lundi 28 août 1933, le commissaire Marcel Guillaume et ses hommes, le brigadier-chef Gripois et l'inspecteur Lelièvre, emmènent Violette Nozière au 36 quai des Orfèvres. Le juge d'instruction chargé de l'affaire, Edmond Lanoire, est prévenu de l'arrestation de la fugitive. Malgré l'interdiction qui lui est faite d'interroger directement Violette Nozière, Marcel Guillaume aura une brève conversation avec la jeune femme et décrit cet entretien dans le quotidien Paris-Soir, en 1937 : 

« En courtes phrases haletantes, brèves, elle nous raconta comment un jour son père avait odieusement abusé d'elle, pendant un voyage de sa mère. Quand celle-ci fut de retour, elle n'avait rien osé lui avouer, par peur. Et, docilement, pendant des mois et des années, elle s'était prêtée à l'odieux caprice de l'homme pour qui elle ne pouvait plus éprouver que de la haine et du mépris, mais un jour, elle avait fait la connaissance d'un amant qu'elle avait tout de suite aimé avec cette inconscience des courtisanes, mais aussi avec cette passion qui est peut-être leur seule pureté. Alors, elle avait essayé de se refuser à son père, hélas !
— Sa mort seule pouvait me délivrer de lui, conclut-elle d'une voix lassée, et c'est ainsi qu'est née peu à peu en moi l'idée de l'empoisonner… »

Violette Nozière avoue donc son crime à la police judiciaire le lundi 28 août 1933 et renouvelle ses déclarations devant le juge d'instruction, Edmond Lanoire. Elle confirme n'avoir eu aucun complice et assume la responsabilité de ses actes. La jeune fille affirme que son géniteur était seul visé et l'accuse de pratiques incestueuses : 

« Si j’ai agi ainsi, vis-à-vis de mes parents, c'est que, depuis six ans, mon père abusait de moi. Mon père, quand j'avais douze ans, m'a d'abord embrassée sur la bouche, puis il m'a fait des attouchements avec le doigt, et enfin il m'a prise dans la chambre à coucher et en l'absence de ma mère. Ensuite, nous avons eu des relations dans une cabane du petit jardin que nous possédions près de la Porte de Charenton, à intervalles variables, mais environ une fois par semaine. Je n'ai rien dit à ma mère parce que mon père m'avait dit qu'il me tuerait, et qu'il se tuerait aussi. Mais ma mère ne s'est jamais doutée de rien. Je n'ai jamais parlé des relations que j'avais avec mon père, à aucun de mes amants, ni à personne […] Il y a déjà deux ans que j'ai commencé à détester mon père, et un an que j'ai pensé à le faire disparaître. »

Le mercredi 30 août 1933, les avocats Me Henri Géraud et Me René de Vésinne-Larue sont désignés pour assurer la défense de Violette Nozière.
Le jeudi 31 août 1933, Baptiste Nozière est inhumé à Neuvy-sur-Loire. Une foule impressionnante assiste aux obsèques : la municipalité, les habitants de Neuvy-sur-Loire, les collègues cheminots de Baptiste Nozière, la famille dont la grand-mère de Violette Nozière, Madame Clémence Hézard, 83 ans (native de Neuvy-sur-Loire). Elle pose son front sur le cercueil et l'embrasse en demandant, pour Violette sa petite-fille : « pardon au père qu'elle avait tué ».
Le vendredi 1er septembre 1933 a lieu la confrontation entre Violette Nozière et sa mère, toujours hospitalisée à Saint-Antoine. La confrontation est des plus douloureuses, où malgré sa demande de pardon, la jeune Nozière, prise de crises nerveuses, est rejetée par sa mère qui prononce ces mots : « Violette ! Violette ! Tue-toi ! Tu as tué ton père. Un époux si bon. Tue-toi ! ». Malgré une nouvelle demande de pardon, Germaine Nozière crie encore à sa fille : « Jamais, jamais ! », tendant le poing vers elle et faisant des efforts pour se soustraire à l'étreinte de ceux qui la maintenaient sur son fauteuil, « Jamais … Je ne te pardonnerai qu'après le jugement, quand tu seras morte ! ».
Au cours des interrogatoires, Violette Nozière indique que des gravures pornographiques et des chansons libertines appartenant à son père se trouvent à leur domicile rue de Madagascar, ainsi que le chiffon dont il se servait pour ne pas rendre sa fille enceinte. Une perquisition à l'appartement des victimes permet de retrouver ces pièces à conviction. L'étude par le laboratoire d'un échantillon du tissu accrédite la thèse de la jeune fille. Germaine Nozière, interrogée sur la présence de ce morceau d'étoffe dans la chambre à coucher, révèle qu'il permettait de protéger ses rapports avec son mari. Lors d'une confrontation afin d'éclaircir ce point, mère et fille restent sur leurs positions.
Le vendredi 8 septembre, le juge Lanoire se transporte sur le lieu de la première cabane de jardin que possédait Baptiste Nozière, à l'extrémité de la rue de Charenton. Le terrain est concédé par la Ville de Paris, mais il ne subsiste plus rien à la suite de démolitions. Cette cabane disparue, où Baptiste Nozière aurait violenté sa fille, était assez spacieuse pour contenir des outils et une chaise. Le second abri sur le bord de la Seine, porte de Charenton, est exposé aux regards, de dimension modeste et le voisinage n'a rien remarqué d'anormal. Les accusations d'inceste sont réitérées par Violette Nozière, le 9 septembre 1933, à la prison de la Petite Roquette où s'est déplacé le juge d'instruction.

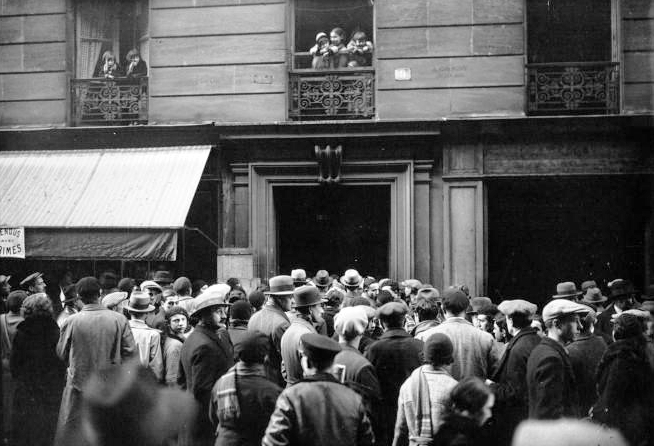
La reconstitution du crime au 9 rue de Madagascar attire une foule nombreuse. Une foule carnassière écrit Marcel Aymé, dans le journal Marianne le 24 octobre 1934.

Le mercredi 13 septembre, Violette Nozière maintient sa version devant le juge Edmond Lanoire et précise que sa motivation n'est pas la captation de l'héritage. En effet, un ami lui assurait une aide financière régulière. Son bienfaiteur est âgé d'une soixantaine d'années, industriel, marié et père de famille. De son identité, Violette Nozière ne connaît que le prénom sous la dénomination de « Monsieur Émile ». Le renseignement dont elle dispose pour permettre de retrouver ce témoin est la description de son automobile, de marque Talbot et de couleur bleue ; les recherches des enquêteurs de l'époque restent vaines. Un coup de théâtre a lieu le 15 septembre : Germaine Nozière se constitue partie civile contre sa propre fille, une première dans les annales judiciaires. Une seconde confrontation a lieu le 27 septembre entre la mère et la fille. L'instruction se poursuit avec les auditions des témoins, les interrogatoires de Violette Nozière, les rapports des médecins psychiatres et les perquisitions. La mise en présence, le 18 octobre, de la jeune Nozière, de sa mère et de Jean Dabin, provoque une nouvelle surprise pour Germaine Nozière qui voit que Jean Dabin porte au doigt une bague appartenant à son défunt époux ; sa fille avait « offert » cette bague à son amant qui ignorait son origine. Ce bijou est restitué à Germaine Nozière.
Après une première reconstitution en octobre, a lieu la reconstitution du drame au 9 rue de Madagascar, le 19 novembre, en présence de Violette Nozière, de sa mère et de M. Mayeul, leur voisin.
À la fin du mois de décembre 1933, le juge Edmond Lanoire a terminé son enquête et transmet, le 5 janvier 1934, les pièces du dossier au procureur général. Le 27 février suivant, la Chambre d'accusation de la cour d'appel de Paris renvoie Violette Nozière devant la cour d’assises de la Seine.

#### Le procès

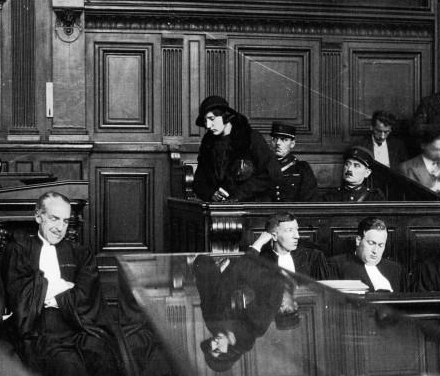
Violette Nozière en cour d'assises, en 1934.

Le 10 octobre 1934, le procès de Violette Nozière s'ouvre à Paris devant la cour d'assises de la Seine. La veille de cette journée, a lieu un attentat à Marseille : le roi de Yougoslavie, Alexandre Ier est assassiné par des Croates et le ministre français des Affaires étrangères, Louis Barthou, perd la vie également. Malgré cette tragique actualité, la foule envahit le tribunal. Les charges qui pèsent sur l'inculpée sont lourdes. Elle est accusée d'avoir « le 23 mars 1933, tenté de donner volontairement la mort à ses père et mère légitimes par l'administration de substances susceptibles de la donner plus ou moins promptement et le 21 août 1933, volontairement donné la mort à son père légitime et tenté de la donner à sa mère légitime par les mêmes moyens ». La première journée de l'audience est axée sur la personnalité de la prévenue, ses amis, le milieu familial et les circonstances du drame. Violette Nozière perd connaissance lors de l'interrogatoire du président Peyre. La question de l'inceste n'est pas clairement abordée, mais l'accusée maintient ses accusations contre son père. Les déclarations qui suivent sont celles du docteur Déron — qui va s'abriter derrière le secret professionnel — des époux Mayeul et des premiers intervenants après le drame : pompiers et policiers. Mais à aucun moment le commissaire Marcel Guillaume n'est appelé à la barre, ce qui est pour le moins inattendu.

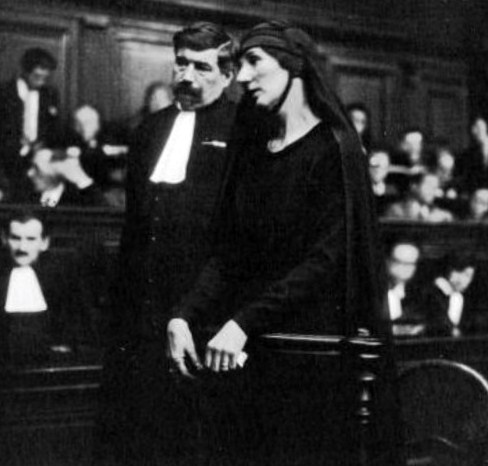
Madame Nozière à la barre des témoins et son avocat, Me Boitel.

Le lendemain a lieu la déposition de Germaine Nozière. Bien que s'étant constituée partie civile, elle finit par pardonner à sa fille et implore, en larmes, le jury : « Pitié, pitié pour mon enfant ! ». Les experts psychiatres concluent à la pleine responsabilité de l'accusée. Me de Vésinne-Larue intervient et met en doute les méthodes employées concernant ces expertises et cite l'exemple des sœurs Papin, dont l'une, bien que condamnée à mort, a été reconnue irresponsable quelques mois après. L'avocat général Gaudel lui répond : « Nous ne faisons pas le procès des sœurs Papin, non plus que celui de Gorguloff ! ». Me de Vésinne-Larue rétorque aussitôt : « Non ! Nous faisons celui de l'analyse psychiatrique ! ».

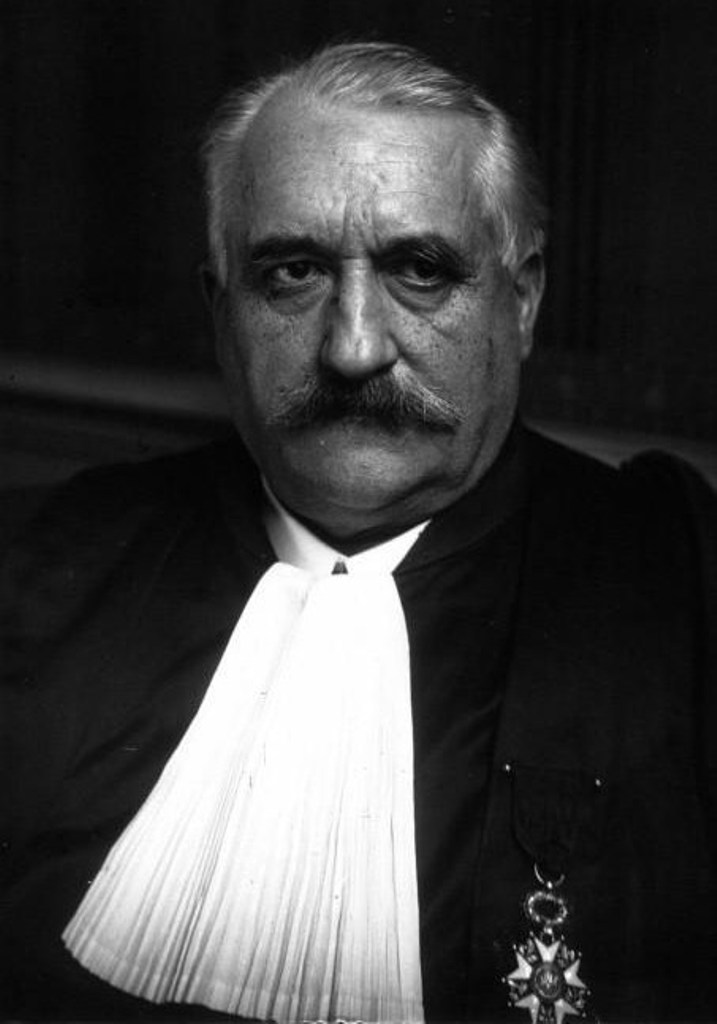
L'avocat général Louis Gaudel : Je vous demanderai, messieurs les Jurés, de prononcer la peine capitale contre cette misérable fille.

Viennent ensuite les témoignages des amants et surtout de Jean Dabin. L'avocat général Gaudel devant l'attitude hautaine de ce témoin capital, n'a pas de mots assez durs à son encontre : « Vous avez trouvé tout naturel que cette femme, que dis-je, cet enfant, vous donnât de l'argent. Vous ne sentez donc pas dans cette salle ce qu'on pense de vous, ce que j'en pense moi-même ? Vous avez déshonoré votre famille. Vous avez vécu aux crochets de cette malheureuse. Elle est coupable et je requerrai contre elle. Vous n'êtes pas accusé. Vous ne relevez pas de la Justice, vous relevez du mépris public et je vous le dis en face ! ». Enfin, ce sont les auditions de l'amie de Violette Nozière, Madeleine Debize et des collègues de Baptiste Nozière.
La dernière journée du procès est celle du terrible réquisitoire de l'avocat général qui demande la peine capitale contre l'accusée : « À qui ferait-on croire que la syphilis n'eût point été communiquée au père par la fille, si l'inceste existait ? ». L'avocat de la défense, Me de Vésinne-Larue, fait venir à la barre un nouveau témoin, à la surprise générale. Les relations incestueuses de Baptiste Nozière sont de nouveau évoquées mais curieusement, le viol n'est pas la partie essentielle de la plaidoirie de l'avocat. Même si ce dernier évoque cet enchaînement dramatique, il entend montrer que Violette Nozière n'avait aucune raison de souhaiter la mort de sa mère. Mais, pour l'accusation, l'accusée n'aurait agi ainsi que pour avoir les 165 000 francs économisés par ses parents, car elle avait déjà commencé à les voler auparavant, afin de continuer à entretenir son amant. Ce sera cette thèse d'accusation qui sera retenue par les jurés.

#### La condamnation

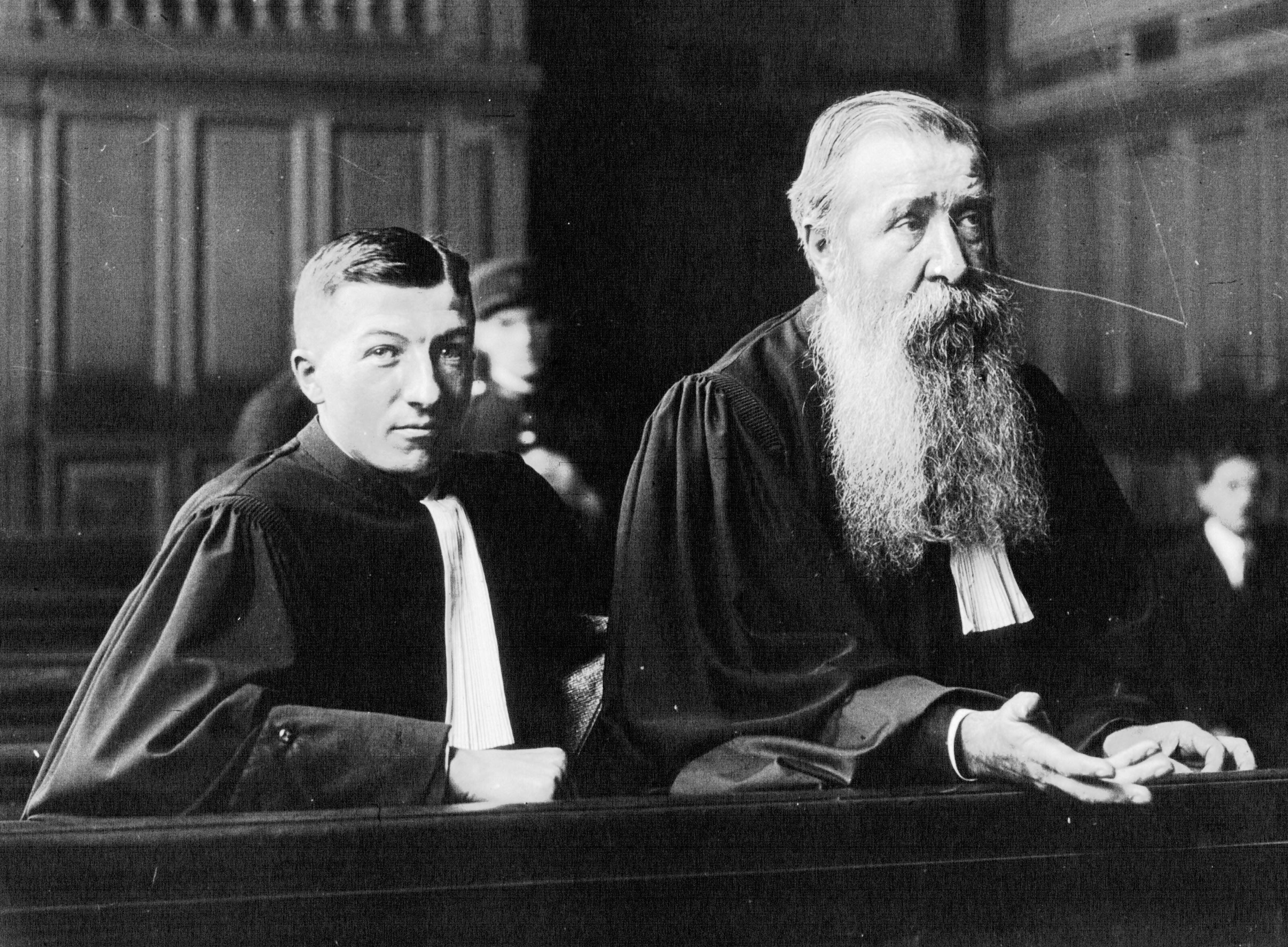
Mes René de Vésinne-Larue et Henri Géraud, avocats de Violette Nozière.

Le 12 octobre 1934 à 19 h 00, après seulement une heure de délibération, Violette Nozière est condamnée à la peine de mort pour parricide et empoisonnement, sans aucune circonstance atténuante : 

« … la mort était prononcée contre l'accusée. Quand le greffier Willemetz lut la réponse du jury à Violette Nozière, celle-ci demeure impassible :
- Je remercie ma mère de m'avoir pardonné.
Impassible, elle l'est encore, à peine pâlie, les yeux baissés, quand le président Peyre, après avoir énuméré les articles des codes pénal et d'instruction criminelle, lit la sentence terrible qui frappe les parricides :

- En conséquence, la Cour condamne Violette Nozière à la peine de mort. L'exécution aura lieu sur une place publique. La condamnée amenée nus pieds, en chemise, un voile noir lui recouvrant la tête. Elle sera exposée sur l'échafaud, durant qu'un huissier lui lira la sentence. Après quoi, elle sera exécutée à mort.
Un silence accablant régnait alors dans la salle surchauffée. Pas un muscle de la misérable enfant n'avait tressailli. Mais avant que les gardes n'emmènent la condamnée, Me de Vésinne-Larue veut exiger de sa cliente qu'elle signe son pourvoi en cassation. Cette simple demande provoque la crise que Violette était parvenue à contenir :

- Non ! Non ! … Laissez-moi ! … Je ne veux pas … Je ne veux pas !
Et se tournant vers la Cour qui s'éloigne, le visage bouleversé, la condamnée crie désespérément :
- J’ai dit la vérité ! C'est honteux ! Vous n'avez pas été pitoyables !
Des gardes se saisissent d'elle et l'entraînent, pendant qu'elle se débat contre eux …
Et maintenant, la foule s'écoule, silencieuse… »

La peine capitale est qualifiée de symbolique par l'avocat général, puisqu'à l'époque on ne guillotinait plus les femmes. Le pourvoi est rejeté le 6 décembre 1934, par la Chambre criminelle de la Cour de cassation. Me de Vésinne-Larue présente alors un recours en grâce auprès du président de la République. Le 19 décembre 1934, Marcel Aymé en appelle au droit : 

« Mais prions bien humblement M. le président qu'il fasse grâce à Violette Nozières. On ne dira pas que c'est faiblesse, mais simple justice. »

Le président Albert Lebrun accorde la grâce qui commue la peine de mort prononcée contre Violette Nozière en celle des travaux forcés à perpétuité, le 24 décembre 1934. Le commissaire Guillaume, qui dirige la brigade criminelle, exprime son malaise à l'énoncé du verdict :

« Durant les longues journées du procès, je restais dans les couloirs du palais de justice, prêt à déposer, à faire partager par ces hommes qui avaient la mission sacrée de juger un être humain, ma conviction que Violette m'avait paru sincère, et j'aurais voulu pouvoir leur dire aussi que nous devions nous montrer d'autant plus indulgents que nous n'avions pas toujours fait notre devoir vis-à-vis de ces enfants perdus, que nous n'avions pas su proposer un idéal à leur jeunesse, que nous n'avions pas cessé devant eux, selon le mot d'un éducateur : De rabaisser nos devoirs au lieu de les leur offrir comme un privilège et, les laissant à leur solitude, à leurs tentations, à leur inconscience, nous n'avions pas su, parents égoïstes ou imprudents, leur tendre fraternellement la main, les serrer affectueusement contre notre cœur. Mais je n'eus pas à dire tout cela : la défense elle-même ne me fit pas appeler et il y eut un numéro de plus parmi les recluses de la Maison centrale de Haguenau. »

#### La détention et la libération

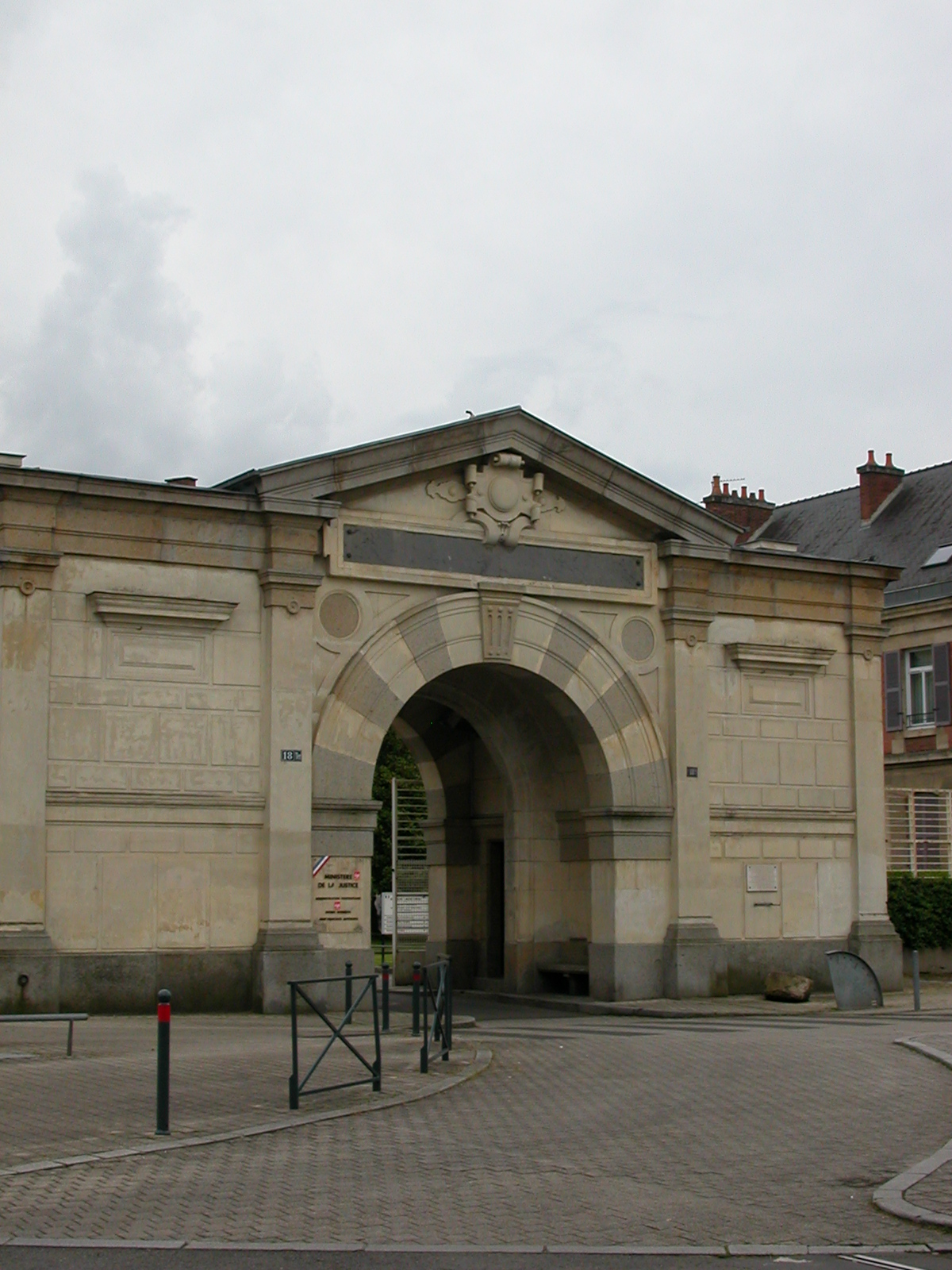
Violette Nozière est emprisonnée à la Centrale de Rennes de 1940 à 1945.

Le 14 janvier 1935, Violette Nozière part pour la Centrale de Haguenau en Alsace dans un convoi de quatorze femmes, enchaînées les unes aux autres. L'univers carcéral à Haguenau est très dur. L'isolement est la règle, avec interdiction de se parler entre détenues, de s'entraider ou de partager des colis. La jeune Nozière, face aux conditions de détention éprouvantes et à son mauvais état de santé, se tourne vers la religion catholique. Les sœurs de Béthanie, présentes à la prison, soutiennent la captive. Sa transformation et son attitude irréprochable sont citées en exemple. Elle devient une prisonnière modèle et commence sa reconstruction. Violette Nozière n'a désormais plus rien de commun avec celle du Quartier latin.
Au mois d'octobre 1937, deux événements se produisent. Violette Nozière se rétracte quant aux accusations portées contre son père. Cette rétractation tardive, dans une correspondance de Violette adressée à sa mère, est reproduite dans toute la presse par l'intermédiaire de l'avocat, Me René de Vésinne-Larue. En contrepartie de l'édition des principaux extraits de cette lettre ouverte, les grands quotidiens versent une compensation pécuniaire à Germaine Nozière. Cette récompense matérielle permet à Mme Nozière d'être soulagée financièrement des frais du procès, jusqu'à maintenant à sa charge. La réconciliation entre la mère et la fille est enfin scellée.
La nouvelle de la mort de Jean Dabin parvient à Violette Nozière en ce même mois. Engagé dans l'armée coloniale en 1934, il a contracté en Tunisie une maladie tropicale et meurt le 27 octobre 1937 à vingt heures trente, à un mois de son vingt-cinquième anniversaire, à l'Hôpital militaire du Val-de-Grâce au 277 bis rue Saint-Jacques, dans le 5e arrondissement de Paris. Le 16 février 1940, le grand-père de Violette, Félix Nozière, meurt à Prades en Haute-Loire à l'âge de 82 ans, sans jamais avoir pardonné à sa petite-fille.
Le 14 mai 1940, face à l'avancée allemande, Violette Nozière est transférée à la Maison centrale de Rennes en Bretagne. Ses compagnes d'infortune sont emmenées en plusieurs groupes. Deux gendarmes accompagnent Violette Nozière, qui en raison de sa « célébrité », a l'avantage d'un déplacement individuel par le train et l'administration a même réservé un compartiment pour ce voyage. À son arrivée, elle est affectée à l'atelier de la lingerie. Comme à Haguenau, elle observe la même détermination spirituelle qui dicte son action. La direction pénitentiaire n'aura jamais le moindre reproche à lui faire. Germaine Nozière entreprend un long voyage depuis la Nièvre pour se rendre à Rennes. Elle informe sa fille que Me Vésinne-Larue multiplie les démarches pour obtenir une réduction de sa peine.
La conduite exemplaire de Violette Nozière plaide en sa faveur. Grâce à une intervention de l'Église catholique, le maréchal Philippe Pétain réduit sa peine à douze ans de travaux forcés à compter de la date de son incarcération en 1933, par un décret du 6 août 1942. Cette période sombre de l'Histoire française n'est pourtant guère favorable à la clémence, où des prisonnières de « droits communs » sont à nouveau exécutées. De nombreuses résistantes sont également incarcérées à la prison des femmes de Rennes et, jusqu'en 1943, vingt-six détenues politiques sont remises aux Allemands pour des attentats contre l'occupant. Cent trois prisonnières politiques arrivées par convoi au début de l'année 1944 se révoltent. Le 6 mars 1944, le directeur de la prison fait appel aux groupes mobiles de réserve (GMR) qui sont reçus à coup de projectiles. Menacées d'être fusillées, les résistantes se rendent et subissent la mise au cachot avec privation de colis, de parloir et de courrier. Mais les 5 avril, 2 mai et 16 mai 1944, les deux cent quarante-cinq résistantes condamnées par les tribunaux d'exception français et emprisonnées à la Maison centrale de Rennes sont livrées par le régime de Vichy aux nazis. Elles sont toutes déportées vers le camp de concentration de Ravensbrück.
L'administration sépare les « politiques » des « droits communs » dès la fin de l'année 1941, à la suite de manifestations organisées par les détenues communistes. Violette Nozière reste donc à l'écart de ces luttes qui sont à l'opposé de ses convictions religieuses. Sa réduction de peine prononcée, elle entre au service du greffier-comptable de la prison, le 22 août 1942, et reçoit une formation d'aide-comptable. Ce nouveau statut lui permet de se déplacer à l'intérieur de la prison sans surveillance. Une demande de libération conditionnelle lui est refusée le 24 février 1944, et elle devra donc finir sa peine à la Centrale.
La nouvelle année 1945 comporte deux événements importants pour Violette Nozière : celui de sa libération tant attendue et l'arrivée à Rennes, le 7 janvier 1945 du nouveau greffier-comptable, Eugène Coquelet,, un homme généreux et profondément humain. Eugène est veuf depuis près d'un an et vivent avec lui cinq de ses enfants. Un des aînés se prénomme Pierre — né le 19 février 1919 à Villedieu-sur-Indre — séparé de son épouse, Jeanne. Il est cuisinier dans un hôtel-restaurant de Rennes. Avant-guerre, il était en apprentissage dans cette même ville. Violette Nozière va très vite s'intégrer à cette famille et se sentir proche de Pierre qui éprouve les mêmes sentiments à son égard. Les tourments de la vie n'épargnent pas Eugène Coquelet. Après la disparition de sa femme Marguerite, le 7 mai 1944 à l'âge de quarante-huit ans, son fils Jean-Jacques, soldat au 41e régiment d'infanterie, meurt le 20 février 1945 dans les combats de la Poche de Lorient. Mort pour la France, il venait juste d'avoir vingt ans. Dans ces épreuves douloureuses, Eugène aura des moments de bonheur : le retour de captivité de son cinquième garçon le 29 avril 1945, après deux années passées en camp de concentration et son fils ainé Henri, officier, est nommé Chevalier de la Légion d'honneur pour faits de guerre, en qualité de capitaine du 6e bataillon porté de troupe Nord africaine, le 15 juillet 1945. Dans de tels instants, Violette Nozière atteste de sa bienveillance et de son estime pour son futur beau-père.
Violette Nozière est libérée le 29 août 1945. Le 17 novembre de cette même année, le général de Gaulle, président du Gouvernement provisoire, lève son interdiction de séjour de vingt ans sur le territoire français, par un nouveau décret présidentiel. Violette Nozière a bénéficié des grâces successives de trois chefs d'État, ce qui fait toute la singularité et l'originalité de son dossier judiciaire.

### Réhabilitation et fin de vie

#### Contexte familial

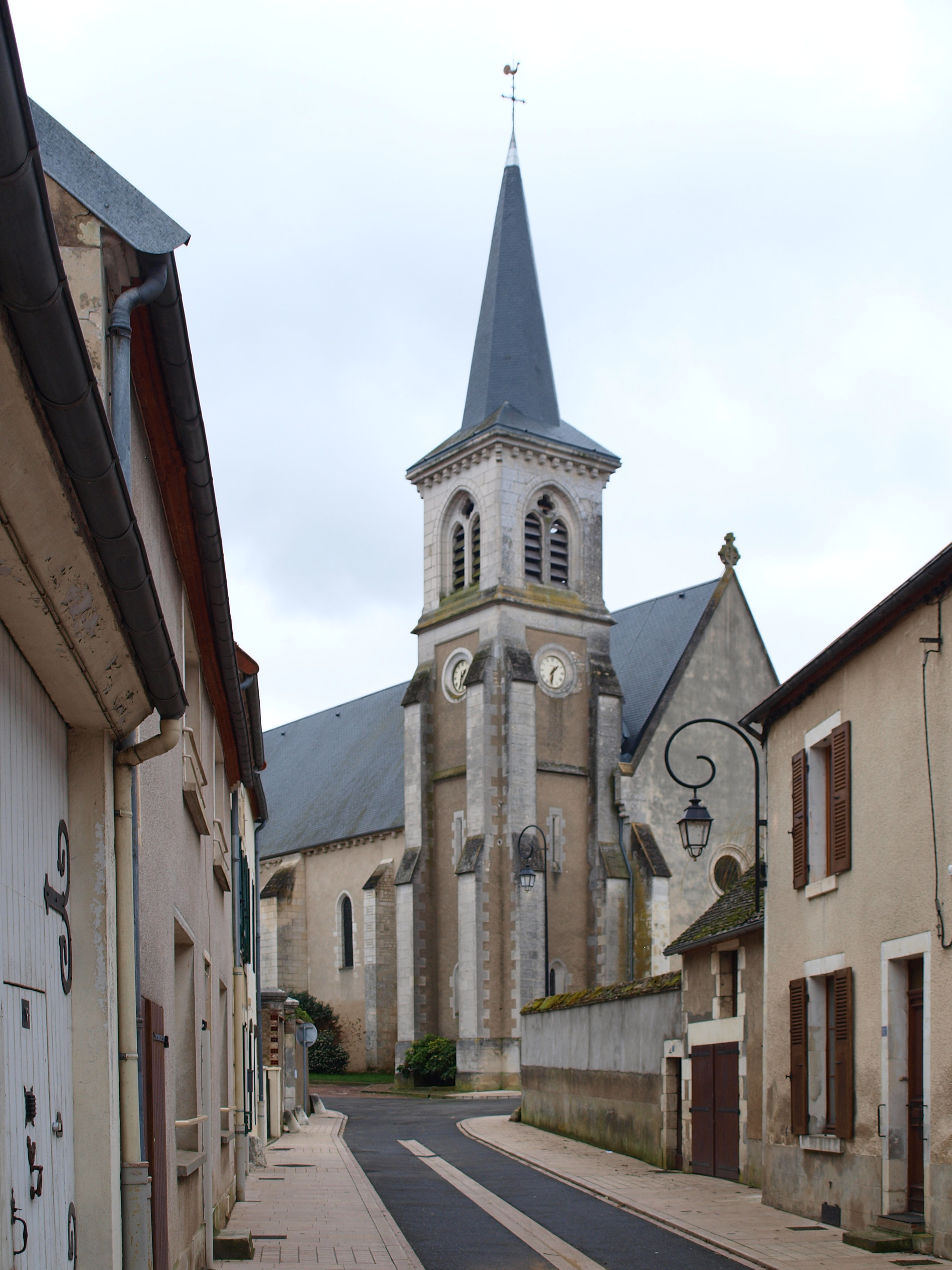
Ruelle vers l'église de Neuvy-sur-Loire (Nièvre), ville où Violette Nozière naît en 1915, est baptisée et où elle se marie avec Pierre Coquelet, en 1946.

L'interdiction de séjour supprimée, Violette Nozière retrouve une liberté pleine et entière en 1945 et vient habiter à Paris. Elle emménage au 115 boulevard Jourdan dans le 14e arrondissement sous un nom d'emprunt, celui de sa mère, Germaine Hézard. Elle obtient un emploi en tant que secrétaire-comptable à la Fédération chrétienne des étudiants au 24 rue Notre-Dame-de-Lorette, dans le 9e arrondissement. Pierre Coquelet, le fils du greffier de la maison d'arrêt, abandonne son métier de cuisinier à Rennes pour rejoindre Violette Nozière. Il loge à Bagnolet et exploite une petite fonderie. Il est en instance de divorce d'avec sa première épouse, Jeanne ; le divorce est prononcé le 5 février 1946, en vertu d'un jugement de la 19e chambre du tribunal civil de Paris. Dans l'attente de son mariage, la jeune femme se rapproche du domicile de Pierre et déménage pour un nouveau logement, rue Saint-Antoine dans le 4e arrondissement. Le mariage entre Pierre Coquelet et Violette Nozière a lieu à Neuvy-sur-Loire dans la Nièvre, le 16 décembre 1946 à dix-sept heures trente.
Violette Nozière découvre un Neuvy-sur-Loire complètement différent de celui qu'elle a connu dans son enfance. Une commune martyrisée, ravagée par trois bombardements américains en ces journées du lundi 17 juillet, mercredi 2 et lundi 7 août 1944 quand les forteresses volantes déversent leurs bombes à plus de 5 000 mètres d'altitude sur des objectifs ferroviaires, mais sans les atteindre. Les Alliés ont semé mort et destruction. Les pertes humaines s'élèvent à près de 130 morts et plus de 180 blessés. Soixante-dix immeubles de Neuvy-sur-Loire sont détruits et 97 % des maisons sont plus ou moins sinistrées. Les monuments historiques, excepté les édifices religieux, sont anéantis. La mairie a disparu et c'est dans une ancienne école que la cérémonie du mariage est accomplie.
Violette Nozière reprend goût à la vie et a cinq enfants, une fille et quatre garçons nés de 1947 à 1959, auxquels elle ne parlera jamais de son passé. En avril 1950, son mari est heurté par un autobus, alors qu'il se déplace à moto. Il est immobilisé durant de longs mois dans un centre hospitalier à Garches. Une fois rétabli, ce cuisinier de formation renoue avec son activité première et gère un café-hôtel à Clamart. Violette Nozière et sa mère, Germaine, se chargent de l'approvisionnement aux Halles de Paris. Eugène Coquelet, le beau-père de Violette Nozière, meurt le 5 juillet 1952 à 65 ans, victime lui aussi d'un accident de la circulation sur une route départementale du Maine-et-Loire. Après un bref passage à Pavillons-sous-Bois en Seine-Saint-Denis, Pierre et Violette achètent en juin 1953 l'hôtel de L'Aigle d'Or, rue de Bec Ham à L'Aigle dans l'Orne en Normandie. Germaine Nozière, quant à elle, s'occupe de ses petits-enfants. Quatre ans plus tard, le couple vend le fonds de commerce.

La Seine à la Bouille, coup de vent, Alfred Sisley (1839-1899) - Musée des Beaux-Arts de Rouen.

Au mois d'avril 1957, Pierre et Violette arrivent dans la Seine-Maritime et acquièrent l'Hôtel de la Forêt, au lieu-dit « La Maison-brûlée », sur la commune de La Bouille, à vingt kilomètres de Rouen. Le sort s'acharne sur la famille et un nouveau drame survient au cours du mois de juillet 1960. Pierre Coquelet, au volant de sa voiture, manque un virage, quitte la route et se retourne dans un fossé, dans la côte de Moulineaux, aux environs de Rouen. Après de nombreux séjours en clinique et une ultime opération réussie à Paris, âgé de 42 ans, il sombre brutalement dans le coma et meurt d'une hémorragie interne, le 30 juin 1961 à trois heures du matin. Violette Nozière doit à présent élever seule ses cinq enfants et continue toujours de veiller sur sa mère, Germaine Nozière, qui demeure avec eux.

#### La réhabilitation
Le 24 février 1953, la Chambre des mises en accusation doit examiner une requête en réhabilitation présentée par Me de Vésinne-Larue. Au mois de mars suivant, André Breton, infatigable défenseur de Violette Nozière, écrit : 

« Réhabilitez-la. Cachez-vous ! De mémoire d'homme, jamais affaire criminelle n'aura fait surgir à la cantonade plus belle collection de crapules que le procès Violette Nozières, il y a vingt ans … À qui la palme, du père souilleur de sa fille (c'était la conviction du commissaire Guillaume, mais la défense se garda bien d'invoquer son témoignage), de l'amant de cœur Jean Dabin, camelot du roi-maquereau, du vicomte de Pinguet qui courut « donner » la jeune fille au sortir de son lit, des infâmes chroniqueurs judiciaires qui signaient Pierre Wolff ou Géo London les « papiers » que j'ai sous les yeux ou du mystérieux « protecteur » M. Émile (Émile Cottet, 60 rue des Tournelles, 3e arrondissement), qui a attendu le 26 février 1953 pour se faire connaître à France-Soir : « il s'agit d'un honorable commerçant » (sic) ? Le 1er décembre 1933, les surréalistes publiaient en volume un recueil d'hommages à Violette Nozières. À l'issue du verdict, ils lui adressaient, aux soins de son avocat, une gerbe de roses rouges. Quoi qu'on ait pu obtenir d'elle par l'abominable régime auquel on l'a soumise depuis lors, que sous ses nouveaux traits, Mme Françoise G… sache qu'elle n'a pas cessé de grandement nous émouvoir et qu'elle ne compte parmi nous que des amis »

Il faudra dix années après la prise de position d'André Breton pour que les efforts de l'avocat de Violette Nozière soient couronnés de succès : « Ce jourd'hui mercredi treize mars mil neuf cent soixante-trois […] attendu que Nozière Violette sollicite sa réhabilitation […] et réunit les conditions prévues par les Articles 782 et suivants du code de procédure pénale […] Par ces motifs : La Cour, après en avoir délibéré conformément à la loi, prononce la Réhabilitation de Nozière Violette. Ordonne que le présent arrêt sera exécuté à la diligence de Monsieur le Procureur Général ».

Le 13 mars 1963, Violette Nozière est réhabilitée par la cour d'appel de Rouen, et retrouve donc le plein exercice de ses droits civiques et un casier judiciaire de nouveau vierge. Cette mesure est exceptionnelle dans l'histoire judiciaire française. Grâce à l'opiniâtreté de Me de Vésinne-Larue, de la fidélité de l'avocat à sa cliente, c'est l'aboutissement de trente années de combat, qui récompense la réinsertion réussie de Violette Nozière. L'écrivain Jean-Marie Fitère souligne avec raison : 

« … c'est la première fois en effet, dans les annales de la justice française, que l'auteur d'un crime de droit commun est réhabilité après avoir été condamné à la peine capitale. Pour Me de Vésinne-Larue, cet arrêt de la cour de Rouen, qui le comble, va très loin. Il démontre d'une façon éclatante l'inanité de la peine de mort. La réhabilitation de Violette Nozière est, pour lui, la preuve qu'il existe pour tout être humain, aussi bas qu'il soit tombé, des possibilités de rachat. Combien parmi ceux qui périssent sous le couperet de la guillotine ne seraient pas capables de suivre une voie comparable à l'admirable chemin de la parricide ? On frémit en songeant que si, en 1934, la peine de mort n'avait pas été abolie pour les femmes, Violette Nozière eût été exécutée, emportant avec elle ses prodigieuses capacités de repentir et de rachat. »

Violette Nozière déclare : 

« Cette réhabilitation, j'y tenais pour mes enfants. Pour moi, ça m'était bien égal. Ma vie est finie. Je suis heureuse que ma mère, à qui j'ai tout dit, ait enfin compris la vérité. Elle sait que j'étais innocente - malgré ce que j'avais fait - et m'a pardonné. »

#### Les dernières années

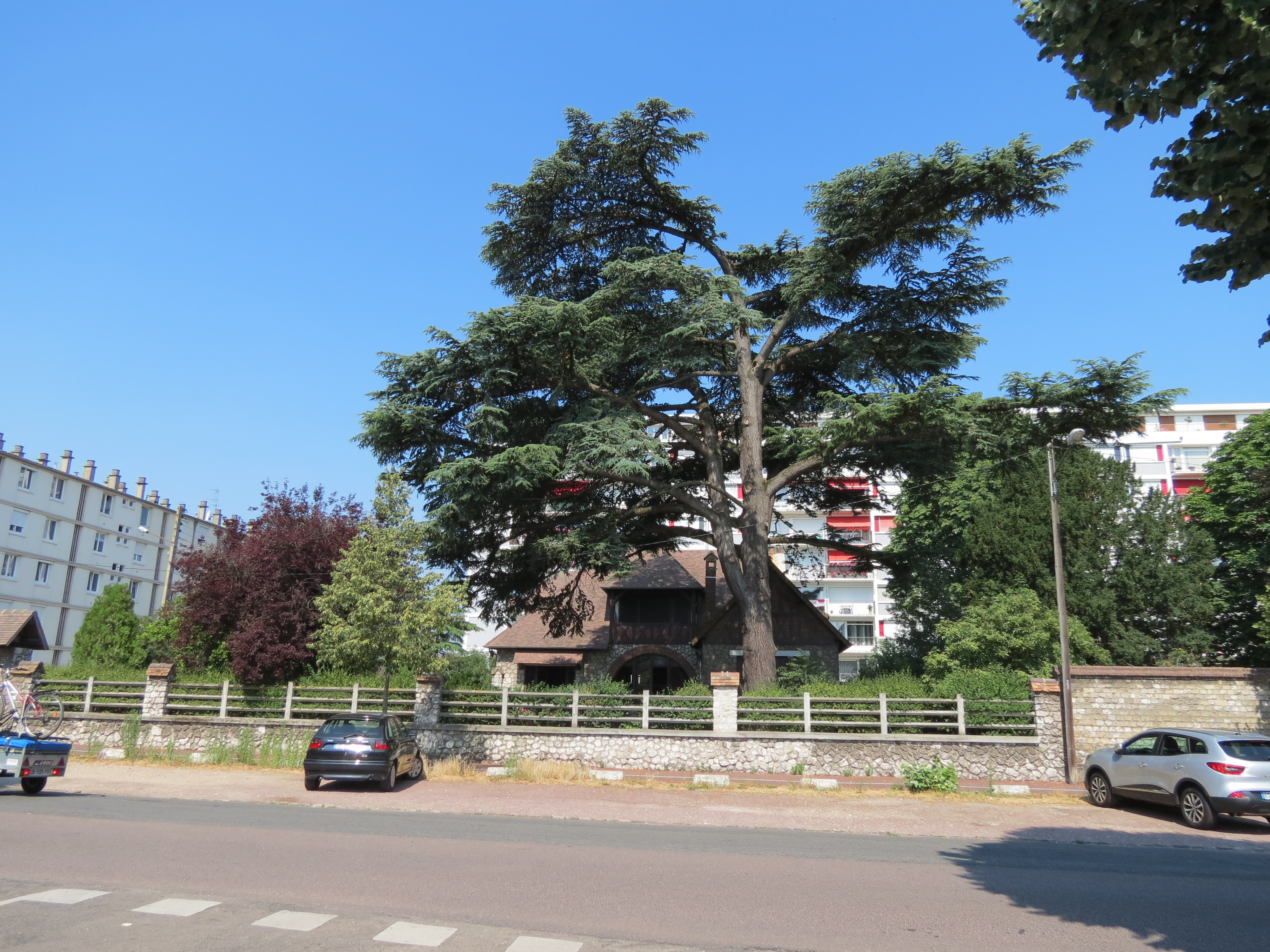
Partie de l'avenue des Canadiens au Petit-Quevilly.

Violette Nozière ne pourra guère profiter de cette réhabilitation. En janvier 1963, elle est opérée, à la clinique Saint-Hilaire de Rouen, d'une tumeur cancéreuse au sein gauche. Elle décide de vendre l'Hôtel de la Forêt à « La Maison-Brûlée » en juillet 1963, pour acquérir un café-restaurant « Le Relais » au 62 quai Gaston-Boulet à Rouen. Ce commerce se révèle trop épuisant et sa santé se dégrade. Elle est atteinte de décalcification des vertèbres lombaires et devient infirme, ne pouvant plus travailler.
En janvier 1965, le café-restaurant est vendu. Toute la famille s'installe dans un appartement au 14 avenue des Canadiens au Petit-Quevilly, dans la banlieue de Rouen rive-gauche. Violette Nozière apprend que le mal dont elle souffre est un cancer des os. Elle se sait condamnée. « Jusqu'à la fin, elle a fait preuve d'un courage bouleversant, nous dit la religieuse qui la soignait depuis longtemps, et qui l'a assistée jusqu'à sa mort. Depuis des mois, elle se savait perdue, mais le cachait aux siens, se montrant gaie, aimable, faisant des projets d'avenir. Bien qu'elle souffrît atrocement, elle refusait les calmants que nous lui proposions, afin de garder toute sa lucidité et de pouvoir diriger sa maison et s'occuper de ses enfants. Elle s'était rachetée. Elle nous a quittées sauvée ».

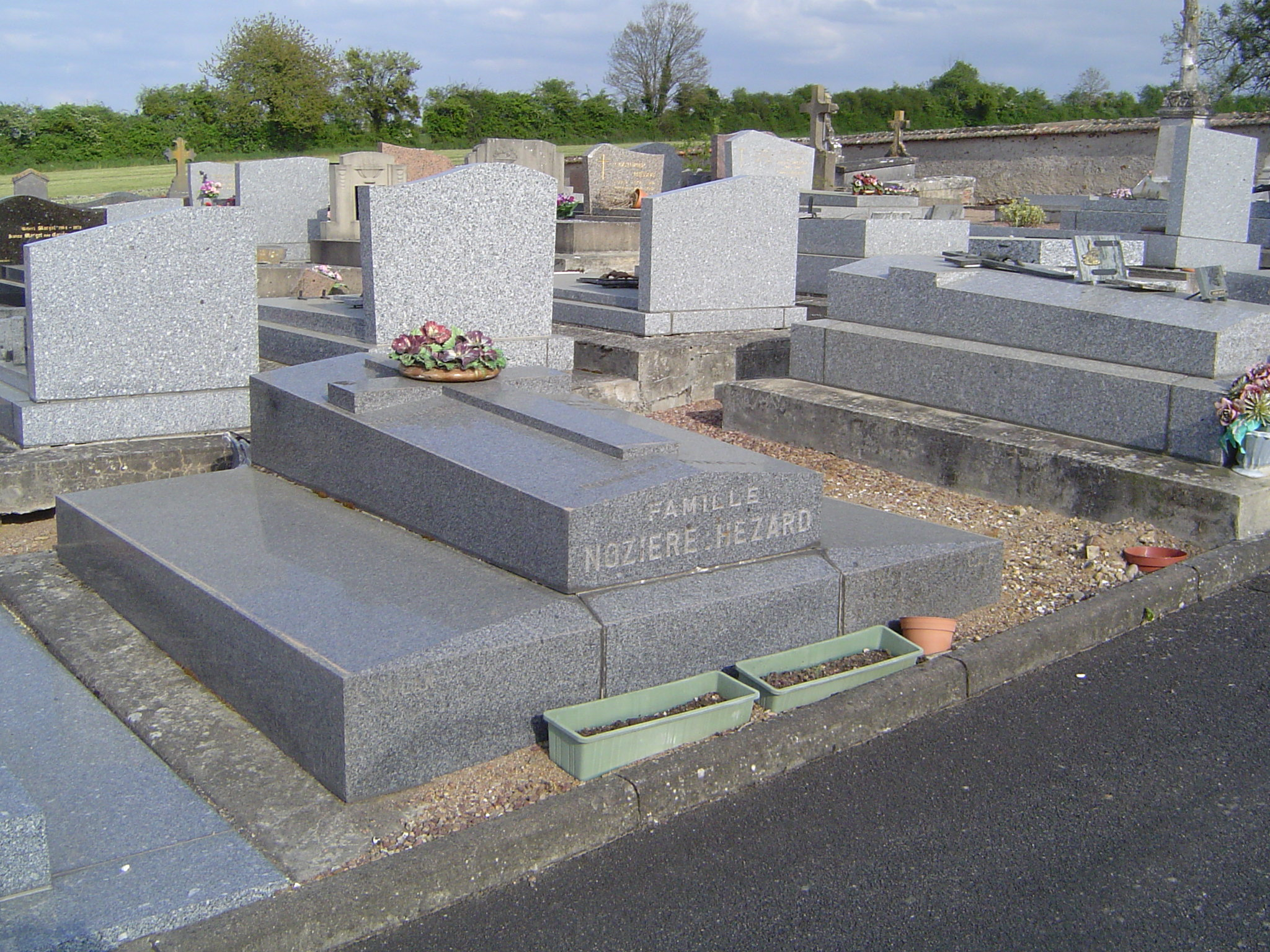
Tombeau de Violette Nozière à Neuvy-sur-Loire dans le département de la Nièvre.

Violette Nozière meurt le 26 novembre 1966 à deux heures trente du matin, en son domicile de Petit-Quevilly, en paix avec elle-même et les siens.
L'année 1968 voit disparaître les deux dernières femmes de la famille portant le nom de Nozière. Sa tante, Marie Véronique Michel, veuve d'Ernest Nozière, domiciliée à Prades en Haute-Loire, meurt le 7 mars 1968 au monastère des Dominicaines, Sainte-Catherine de Sienne, à Langeac. Madame Germaine Nozière, entourée de ses petits-enfants, meurt le 5 septembre 1968 à l'âge de 80 ans, chez sa petite-fille Michèle à Grand-Quevilly.
Violette Nozière repose désormais dans le caveau familial à Neuvy-sur-Loire, aux côtés de son mari, de sa mère et de son père. Son secret disparaît avec elle : « Qui était donc Violette Nozière, inconnue endeuillée pour la vie, qui s'est réfugiée dans le silence, sans jamais délivrer son mystère ? », s'interroge Jacques Vergès.

## Fait divers ou fait de société?
L'affaire Violette Nozière dépasse le simple qualificatif « fait divers ». Par sa médiatisation et son impact jusqu'à nos jours, les controverses suscitées, la naissance d'un mythe, ce fait divers devient fait de société. L'impact médiatique est tel que l'événement pourrait s'intituler « l'affaire Violette Nozière, sans Violette Nozière ». Anne-Emmanuelle Demartini de l'Université Paris 1 Panthéon-Sorbonne, précise « que c'est aussi par la petite histoire que s'engouffre la grande ». Les surréalistes voient dans cette affaire l'occasion de fustiger la société et soutiennent Violette Nozière. Le réalisateur Claude Chabrol, avec son film « Violette Nozière », perpétue cette image d'égérie se dressant contre une société bourgeoise.
Cette « bonne société » d'avant-guerre a canalisé toutes ses craintes dans cette affaire. Une France coloniale, plongée dans la récession, les crises politiques et les scandales. À croire que face à sa propre faillite et à la corruption de quelques personnalités, la « bonne société » a trouvé un dérivatif en rejetant ses propres fautes morales dans l'affaire Violette Nozière. Cette dernière est accusée de tous les maux et, d'après les échos de la presse, menace les fondements mêmes de ladite société. La liste est longue dans cet amalgame : crime, sexe, mensonges, cupidité, immoralité, émancipation féminine, éducation. La dérive médiatique exploite à outrance cette affaire et mise sur l'émotion qu'elle provoque. Le secret de l'instruction est bafoué et la collusion entre la presse et la justice est évidente. En réalité, « c'est que dans cette affaire judiciaire se trouvent noués le parricide et l'inceste, soit la transgression de deux tabous fondamentaux, étroitement liés l'un à l'autre, qui fondent la filiation et le lien social, conformément aux analyses célèbres de Freud ». L'accusation d'inceste ignorée, Violette Nozière est condamnée à mort par un jury composé d'hommes, parce qu'une jeune parricide effraie la société et remet en cause toutes ses valeurs.

Mais Violette Nozière bénéficie des grâces successives de trois chefs d'État, grâces méritées par sa conduite irréprochable en prison. Elle passe du statut de condamnée à mort pour empoisonnement et parricide à celui, après sa libération, de repentie remarquablement réinsérée. Sa réhabilitation en 1963 lui permet de retrouver tous ses droits et prérogatives. Bernard Oudin, journaliste et historien, note à ce propos : 

« conclusion exemplaire s'il en fut, qui satisfait à la fois les moralistes et ceux qui s'opposent à la peine de mort, au nom du rachat toujours possible des condamnés. »

## L'Ange noir et les surréalistes
Les surréalistes prennent sa défense dans un ouvrage collectif intitulé Violette Nozières, publié aux éditions Nicolas Flamel dirigées par E. L. T. Mesens, au mois de décembre 1933, à Bruxelles en Belgique, par crainte des poursuites judiciaires. Ce livre contient des poèmes d'André Breton, René Char, Paul Éluard, Maurice Henry, César Moro, Gui Rosey, E. L. T. Mesens et Benjamin Péret ; les dessins sont de Salvador Dalí, Yves Tanguy, Max Ernst, Victor Brauner, Marcel Jean, René Magritte, Hans Arp et Alberto Giacometti. La couverture est signée Hans Bellmer et l'auteur de la photographie est Man Ray.
Violette Nozière, « Ange noir des surréalistes », est devenue leur égérie. L'œuvre du mouvement artistique exprime par la crudité des termes, la violence des mots et la dureté des illustrations, un véritable réquisitoire à l'encontre de la famille, de la bourgeoisie, de l'hypocrisie des défenseurs de l'ordre établi, et dans un sens plus large, de la société elle-même. Les poètes prennent ouvertement position en faveur de Violette Nozière par la provocation.
Cette réalisation collective intègre les poèmes de huit surréalistes, dont les extraits suivants,, :
| « Violette a rêvé de défaire A défait L’affreux nœud de serpents des liens du sang » — Paul Éluard | « La personnalité inconnue De Violette Nozières meurtrière Comme on est peintre » — Gui Rosey | « Tu ne ressembles plus à personne de vivant, ni de mort Mythologique jusqu'au bout des ongles » — André Breton |

Les écrivains et artistes engagés dénoncent une injustice et en cela, rejoignent leur illustre prédécesseur Émile Zola et son célèbre « J'accuse…! » lors de l'affaire Dreyfus.

## Œuvres inspirées par l'affaire

### Cinéma
Son histoire sert de trame au film Violette Nozière, réalisé par Claude Chabrol en 1977. Le rôle-titre est incarné par Isabelle Huppert. Le scénario est d'Odile Barski, Hervé Bromberger et Frédéric Grendel, d'après le roman de Jean-Marie Fitère. Le film sort au cinéma en France le 24 mai 1978. À propos de ce long-métrage, voir le chapitre Documentaires.
Le film Violette Nozière, avec les interprétations d'Isabelle Huppert, Stéphane Audran, Jean Carmet et sa mise en scène, compte parmi les œuvres principales du réalisateur. Le long métrage est récompensé par le Prix d'interprétation féminine décerné à Isabelle Huppert et le César de la meilleure actrice dans un second rôle à Stéphane Audran.
Claude Chabrol connaissait « l'affaire Violette Nozière » mais c'est Pierre Brasseur qui lui suggéra de tourner un film sur ce personnage fascinant. Chabrol s'intéresse aux faits divers qui assurent une authenticité, une crédibilité aux comédiens et une bonne base pour un film. Le réalisateur souhaitait Isabelle Huppert pour jouer le rôle de Violette et Jean Carmet dans celui de son père. Ces deux acteurs avaient précédemment joué ensemble dans le film Dupont Lajoie, d'Yves Boisset, dans lequel Jean Carmet violait Isabelle Huppert. Claude Chabrol reconnaît avoir choisi ses acteurs en référence à ce film, ce qui lui permettait de suggérer dans l'inconscient du public la relation incestueuse et d'entretenir l'ambiguïté des personnages, même s'il ne croit pas à la version de Violette Nozière.
Claude Chabrol s'évertue à modifier les rôles, distille confusion et incertitude. Les parents, victimes de leur enfant, passent au statut inverse de par leur mentalité étriquée et la médiocrité de leur existence. Le couple entretient une atmosphère pesante, accentuée par un logement exigu où l'intimité est inexistante. Dans ce milieu en vase clos, la moindre attitude déplacée prend des proportions aggravantes. Claude Chabrol emploie le terme de « viol intellectuel » à propos du comportement de Baptiste Nozière envers sa fille. Violette Nozière quant à elle, est perçue comme froide et irréelle, inaccessible comme la vérité. Le réalisateur essaie de comprendre ses motivations, sa métamorphose et ce qui l'amène à commettre l'irréversible. L'impression première qui se dégage, est celle de la compassion pour Violette Nozière.
Isabelle Huppert donne son sentiment au sujet de Violette Nozière : « L'horreur de son acte n'a d'égal que sa souffrance ».
Ce film sur fond d'étude sociale est aussi un réquisitoire contre la peine de mort. Les enfants de Violette Nozière ne souhaitaient pas un film sur l'histoire de leur mère. Leur autorisation étant nécessaire pour que ce film voie le jour, Claude Chabrol dissipe toute inquiétude et réussit à les convaincre du bien-fondé de son entreprise. Le succès du film est immédiat, avec plus d'un million d'entrées dans les salles de cinéma. Claude Chabrol cultive la légende et en cela, succède aux surréalistes. L'écrivain Bernard Hautecloque explique que « dans bien des esprits, Violette Nozière a désormais les traits de la comédienne Isabelle Huppert, avec laquelle pourtant, elle n'avait physiquement rien en commun ». Avec ce film, le nom de Violette Nozière connaît de nouveau un formidable retentissement. Depuis plus de neuf décennies, Violette Nozière, « l'Ange Noir », continue d'inspirer et de fasciner.

### Documentaires
- Le silence de Violette, de Julie Biro, émission diffusée sur France 3, le 23 juillet 2025[103]. Ce documentaire est co-produit par Ts productions, Box productions et France Télévisions (France 3 Normandie). Il est diffusé en avant-première le 29 avril 2025 au cinéma Omnia République à Rouen puis en exclusivité le 1er mai 2025 sur France 3 Normandie[104]. La réalisatrice Julie Biro donne la parole aux enfants de Violette Nozière et elle les suit dans « leur quête émouvante » de documents écrits archivés dont des lettres jusqu'alors méconnues. Celles-ci sont incarnées par le truchement de la voix de sa petite-fille qui les lit dans le documentaire[103]. Le critique Samuel Gontier écrit que ce film relate « la tragédie d'une vie, sans voyeurisme… mais avec la parole affectueuse de ses descendants »[105]. La réalisatrice explique ce qui l'a incitée à tourner ce documentaire : « cette jeune femme n’a pas été entendue, écoutée. Tout le monde parle à sa place, j'ai donc voulu lui redonner une voix »[105]. Le documentaire aborde la question de l'inceste paternel. Samuel Gontier commente, « Le récit de l'inceste paternel par lequel la meurtrière justifie son passage à l'acte convainc son fils qui, ancien éducateur, a travaillé avec des enfants victimes. Ses frères et sa sœur partagent sa certitude »[105]. Près d'un siècle plus tard en 2025, « on accorde davantage de crédit à la parole des femmes mais aussi des enfants. Car, à 18 ans, elle était encore mineure » remarque la réalisatrice[105]. Cette dernière considère que son « travail a permis aux petits-enfants de se réapproprier l'histoire, de combler le silence entretenu par leur grand-mère mais aussi par leurs parents »[105].
- Le film Violette Nozière[106] est présenté au 31e festival du cinéma de 1978 à Cannes[107]. Le chroniqueur et producteur Maurice Leroux reçoit le réalisateur Claude Chabrol et la comédienne Isabelle Huppert au cours de son émission sur le festival international du film, le 19 mai 1978 (France 3 Régions Marseille). Claude Chabrol explique pourquoi il s'arrête à la moitié de la vie de Violette Nozière, son choix concernant Jean Carmet dans le rôle du père, la question de l'inceste, les trois grâces présidentielles et la réhabilitation. Isabelle Huppert évoque son personnage et le compare à celui de La Dentellière. Elle donne également son avis sur Violette Nozière (voir le chapitre détaillé : Cinéma).
- Archives vidéo de l'Institut national de l'audiovisuel : Antenne 2 - Journal télévisé de 20 h, émission du 19 mai 1978. Présentateur : Patrick Poivre d'Arvor. Entretien avec France Roche[108].

### Télévision
- Émission Des crimes presque parfaits de Planète+ Justice, diffusée le 26 novembre 2011 : Violette Nozière. La réalisation est de Patrick Schmitt et Pauline Verdu. Ce documentaire est présenté par Danielle Thiéry, ancienne commissaire divisionnaire, avec la participation d'Anne-Emmanuelle Demartini, Jean-Marie Fitère, Bernard Hautecloque et Sylvain Larue[109].

Cette enquête, dont les sources principales sont issues du livre de Jean-Marie Fitère, n'est pas exempte d'erreurs chronologiques :
1. Danielle Thiéry évoque le jour de l'empoisonnement à la date du 22 août 1933. En réalité, le crime a lieu le soir du 21 août 1933.
2. Pierre et Violette ne sont pas restés dix ans dans le département de l'Orne. Le couple tient un hôtel-restaurant dans la ville de L'Aigle pendant quatre ans, de 1953 à 1957. Ils partent par la suite pour la Seine-Maritime.
3. La date de réhabilitation de Violette Nozière n'a jamais été le 18 mars 1963. La cour d'appel de Rouen rend son arrêt, le 13 mars 1963.
4. La mort de Violette Nozière n'est pas survenue le 28 novembre 1966. Elle meurt à Petit-Quevilly (Seine-Maritime), le 26 novembre 1966.
5. Germaine Hézard épouse Nozière, la mère de Violette Nozière, meurt moins de deux ans après sa fille, mais pas le 4 août 1968, qui est le jour de sa naissance. Germaine Hézard meurt à Grand-Quevilly (Seine-Maritime), le 5 septembre 1968.

- Émission Mémoires de Frédérick Gersal dans Télématin sur France 2, présentée par William Leymergie et diffusée le 14 janvier 2013. Le chroniqueur historien évoque le destin de Violette Nozière, née le 11 janvier 1915 à Neuvy-sur-Loire. L'intérêt de ce documentaire est la brève apparition de Violette Nozière dans l'extrait d'un film d'actualité cinématographique Pathé en novembre 1933, lors de la reconstitution du crime[note 15], ainsi que les photographies de l'époque. Deux films d'actualité de la société Pathé sur Violette Nozière sont tournés à ce moment[110].

### Radio
- 2010 : le 15 novembre, émission L'Heure du crime sur RTL, L'Affaire Violette Nozière[111]. Présentateur : Jacques Pradel, avec pour invité l'historien Bernard Hautecloque.
- 2011 : le 16 août, émission Histoires criminelles sur France Info, Violette Nozière, l'empoisonneuse[112], la chronique de Jacques Expert, journaliste et écrivain. La réhabilitation de Violette Nozière a eu lieu à Rouen (Seine-Maritime) le 13 mars 1963, et non à Rennes (Ille-et-Vilaine) comme annoncée par erreur, au cours de cette diffusion[113].
- 2012 : le 5 juillet, lors du centenaire de la Brigade criminelle, l'affaire Violette Nozière est évoquée en première partie dans l'émission L'Heure du crime sur RTL, présentée par Jacques Pradel avec Marie Vindy, écrivain et chroniqueuse judiciaire[114].
- 2014 : le 11 février, émission Un jour dans l'histoire sur La Première, consacrée à Violette Nozière[115] et le film de Claude Chabrol. Présentateur : Laurent Dehossay avec le journaliste et scénariste Eddy Simon, auteur du livre Violette Nozière vilaine chérie, publié aux éditions Casterman.
- 2014 : le 22 octobre, émission L'Heure du crime sur RTL par Jacques Pradel, Violette Nozière, l'ange noir de l'entre-deux guerres, avec pour invité, l'historien Bernard Hautecloque. Article de Laure Broulard et éditorial de Jacques Pradel[116].
- 2018 : le 6 octobre, émission Une histoire particulière sur France Culture par Nedjma Bouakra, Violette Nozière, empoisonneuse et parricide. Épisode no 1 de la série, Violette Nozière, le crime assumé. Intervenants : Elsa Dorlin, Anne-Emmanuelle Demartini, Dominique Kalifa et Frédéric Chauvaud[117].
- 2018 : le 7 octobre, émission Une histoire particulière sur France Culture par Nedjma Bouakra, Le Non de Violette Nozière. Épisode no 2 de la série, Violette Nozière, le crime assumé[118].
- 2018 : le 7 octobre, émission Autant en emporte l'histoire sur France Inter par Stéphanie Duncan, Violette Nozière, itinéraire d’une enfant perdue. Fiction radiophonique écrite par Clara Saer et Zoé Gabillet, réalisée par Michel Sidoroff. Intervenante : Anne-Emmanuelle Demartini[119].
- 2021 : le 7 janvier, émission Le journal de l'histoire sur France Culture par Anaïs Kien, Quand parler d'inceste était intolérable : l'affaire Violette Nozière[120].

### Complaintes
Les chanteurs des rues en 1933 et 1934, accompagnés par les joueurs ambulants d'orgue de barbarie ou à l'accordéon, interprètent sur fond d'airs connus, l'histoire de Violette Nozière, à travers des complaintes populaires. Ils entretiennent la légende dans un climat passionnel. Des livrets se vendent avec la photographie de Violette Nozière, dont l'extrait ci-dessous intitulé Le Drame dans toute son horreur, chanté sur une musique à la mode de Vincent Scotto : Quand on s'aime bien tous les deux :
| Elle empoisonna ses parents La lâche Violette Nozières Se riant de leur calvaire Pour leur soutirer de l'argent Sans pitié pour les blancs cheveux De ceux qui la mirent au monde | Cette gueuse vagabonde A commis ce crime monstrueux Pour aller faire la noce Danser, boire, changer d'amis Roulait déjà, fille précoce Dans les hôtels et boîtes de nuit | La mère râle, le père est mort Mais elle n'a pas un seul remords Tue-toi, c'est quand tu seras morte Qu'alors tu seras pardonnée Dit la pauvre mère qu'on emporte Douloureuse et le cœur brisé. |

Dans le film de Claude Chabrol en 1978, figure la « Complainte de Violette Nozière », d'après Cachan et Vincent Scotto aux éditions Méridian. D'autres versions existent, sur une musique de Théodore Botrel : La Paimpolaise, avec pour titre « Violette, l'empoisonneuse » en sept couplets, paroles de Mme Godard, à Paris en 1933.
Dominique Desmons chanteur lyrique et auteur-compositeur, cite Violette Nozière dans l'une de ses publications en expliquant que « la complainte est liée à la tradition orale […] la chanson réaliste remet le genre au goût du jour avec le colportage de complaintes criminelles dès la fin du XIXe siècle, mais surtout de l'entre-deux-guerres. Le chanteur de rue joue alors un rôle d'information, souvent dangereux parce ce que partial et agitateur. La musique est facile à retenir, répétitive par la succession des couplets ».

### Musique
Quatre universitaires de Mont-Saint-Aignan (Seine-Maritime), prennent le nom de Violette Nozière pour créer un groupe de rock en décembre 1981. Leur carrière est éphémère et se termine en 1984.
Le groupe italien de rock progressif Area dédie en 1978 l'une de ses chansons Hommage à Violette Nozières (it) sur leur album 1978 gli dei se ne vanno, gli arrabbiati restano ! (it). Le compositeur est le chanteur du groupe, Demetrio Stratos, et le texte est inspiré par les poèmes des surréalistes. Cette chanson est reprise par un autre groupe italien en 1999 : Elio e le Storie Tese, sur l'album Tutti gli uomini del deficiente (it).

### Études
Sarah Maza, professeur d'histoire à l'Université Northwestern, explique dans son ouvrage Violette Nozière, A story of murder in 1930s Paris, les motivations de ce crime et les raisons de sa notoriété. Elle approfondit plusieurs dossiers : une étude de la société française de l'entre-deux-guerres, de la classe ouvrière, des crises politiques et de la montée des extrémismes. Comment les différents courants, de la gauche à la droite, ont utilisé cette affaire. Mais aussi le pouvoir et la presse : une médiatisation qui détourne l'attention de l'opinion face aux événements importants comme la progression d'Adolf Hitler en Allemagne, la crise économique ou les scandales financiers. L'historienne s'attache aussi à comprendre le monde dans lequel Violette Nozière vivait : le Paris des années 1930. Sarah Maza propose un nouveau regard sur l'affaire Violette Nozière. L'auteur analyse la transformation de Violette Nozière, de l'étudiante à l'icône culturelle : un destin hors du commun. Ce livre comporte des photographies inédites, un index complet, des sources, des références et des notes nombreuses.
Sarah Maza a précédemment écrit un article consacré aux classes sociales et l'affaire : « Violette Nozière : The wounds of class in 1930s Paris », publié le 25 janvier 2012, dans le cadre d'une conférence qui s'est tenue à l'Université de Princeton dans l'État du New Jersey aux États-Unis, le 14 mars 2012 au Conseil des sciences humaines.
Anne-Emmanuelle Demartini, ancienne élève de l'École normale supérieure d'Ulm, agrégée d'histoire, Me de conférences en histoire contemporaine à l'Université Paris VII - Diderot, a effectué un travail de recherches sur Violette Nozière et publié quatre études dont deux en collaboration avec Agnès Fontvieille-Cordani, Me de conférence en langue française et stylistique à l'Université Lumière Lyon II. Ces analyses éclairent l'aspect médiatique et judiciaire de l'affaire, ainsi que la question de l'inceste :
1. Le Crime du sexe. La justice, l'opinion publique et les surréalistes - regards croisés sur Violette Nozière : « À cet égard, la censure qui a frappé l'inceste dans la presse et les discours de la justice aura bien pris les trois visages du tabou énoncés par Michel Foucault dans son Histoire de la sexualité : affirmer que ça n'est pas permis, empêcher que ça soit dit, nier que ça existe ».
2. Violette Nozière ou le Fait divers médiatique au miroir surréaliste : « Le fait divers, et singulièrement le fait divers criminel, entrés depuis longtemps dans l'univers médiatique, sont au cœur des stratégies éditoriales de la grande presse d'information qui triomphe dans l'entre-deux-guerres […] C'est de la lecture de la presse que naquit l'indignation des surréalistes ».
3. L’Affaire Nozière. La parole sur l'inceste et sa réception sociale dans la France des années 1930 : « Les nombreux éléments de l'histoire de Violette qui sont conformes au tableau de l'abus sexuel intrafamilial dressé aujourd'hui, autorisent à considérer l'inceste paternel comme très vraisemblable. On peut d'ailleurs émettre l'hypothèse que le parricide a été un passage à l'acte par lequel Violette s'est libérée du secret de l'inceste […] Envisager la relation incestueuse entre Violette Nozière et son père comme une vérité, c'est se donner la possibilité d'orienter l'analyse non pas seulement vers les modalités de la réception de la parole accusatrice mais également vers un déni de l'inceste qui est en soi un fait historique ».
4. L’Affaire Nozière entre instruction judiciaire et médiatisation : « Il y a la vérité d'un constat généralisable relatif au fonctionnement de la justice en régime médiatique. La médiatisation de la justice, ce peut-être immoralité publique et voyeurisme, ce peut être également déformations et pressions, mais c'est aussi via l'introduction dans le processus judiciaire du citoyen-lecteur-spectateur, exercice démocratique de la justice ».

Un colloque international est organisé le vendredi 7 et samedi 8 mars 2008 par l'Université Paris-1 Panthéon-Sorbonne, en partenariat avec l'université Paris VII - Diderot et l'Institut national de l'audiovisuel sur le thème des « Figures de femmes criminelles » : 

« Le but est de répondre à cette interrogation paradoxale : alors que la part des femmes dans la criminalité est restée moindre que celle des hommes et que le droit traite en principe les deux sexes à égalité, pourquoi le récit de leurs crimes les transforme-t-il si facilement en monstres ? Dans cette construction de la figure des femmes criminelles, une large place doit donc être donnée aux fantasmes que secrète la société. Ils se nourrissent de l'image de gardienne du foyer traditionnellement assignée à l'épouse et à la mère, rôle qu'il est dangereux d'enfreindre. »

Lors de ce colloque, Anne-Emmanuelle Demartini, membre du comité scientifique, aborde la figure de l'empoisonneuse à travers les personnalités comme la marquise de Brinvilliers, Marie Lafarge et Violette Nozière. À la suite de cette réunion, les travaux historiques sont édités en 2010, sous le titre « Figures de femmes criminelles, de l'Antiquité à nos jours », aux Publications de la Sorbonne.
L'affaire Violette Nozière fait l'objet d'une étude pédagogique dans un collège de l'académie de Créteil : Violette Nozière, un procès remarquable par Catherine Favier, le 30 novembre 2011. Les thèmes abordés sont principalement : l'État de droit, la justice et l'abolition de la peine de mort. Les informations de cette étude proviennent notamment du site de l'exposition virtuelle Violette Nozière de Philippe Zoummeroff  (consulter également le chapitre Sources anciennes).
L'histoire de Violette Nozière est également le thème central pour les travaux du lycée Molière de la Mission laïque française de Villanueva de la Cañada en Espagne, le 22 mai 2013.
Myriam Chermette-Richard, archiviste paléographe, doctorante en histoire à l'Université de Versailles-Saint-Quentin-en-Yvelines, conservateur à la Bibliothèque interuniversitaire de la Sorbonne, réalise en juin 2007 une recherche sur l'évolution et l'utilisation photographique dans le monde de la presse et ses effets. L'affaire Violette Nozière est le sujet central de son ouvrage : Le Succès par l'image ? Heurs et malheurs des politiques éditoriales de la presse quotidienne (1920-1940) dans la revue Études photographiques no 20, consacrée à « La trame des images et histoires de l'illustration photographique« (consulter le chapitre Bibliographie). Myriam Chermette cite à ce propos : « Nous nous appuyons à plusieurs reprises sur cet exemple car il a été abondamment traité dans la presse quotidienne française, par le texte et par l’image, et il permet ainsi d’établir une étude comparée des différents journaux ». Elle reçoit le 6 septembre 2007 le Prix Louis-Roederer pour ses travaux d'investigation scientifique dans le domaine de la photographie.

### Littérature

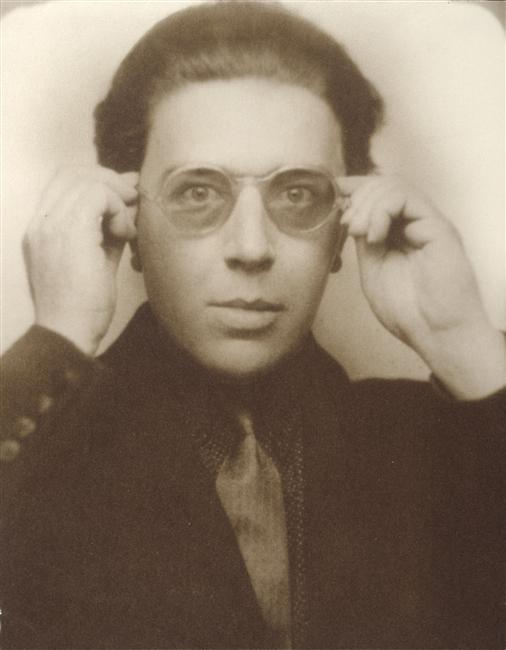
Violette Nozière, muse des Surréalistes, devient pour André Breton une légende vivante : Mythologique jusqu'au bout des ongles

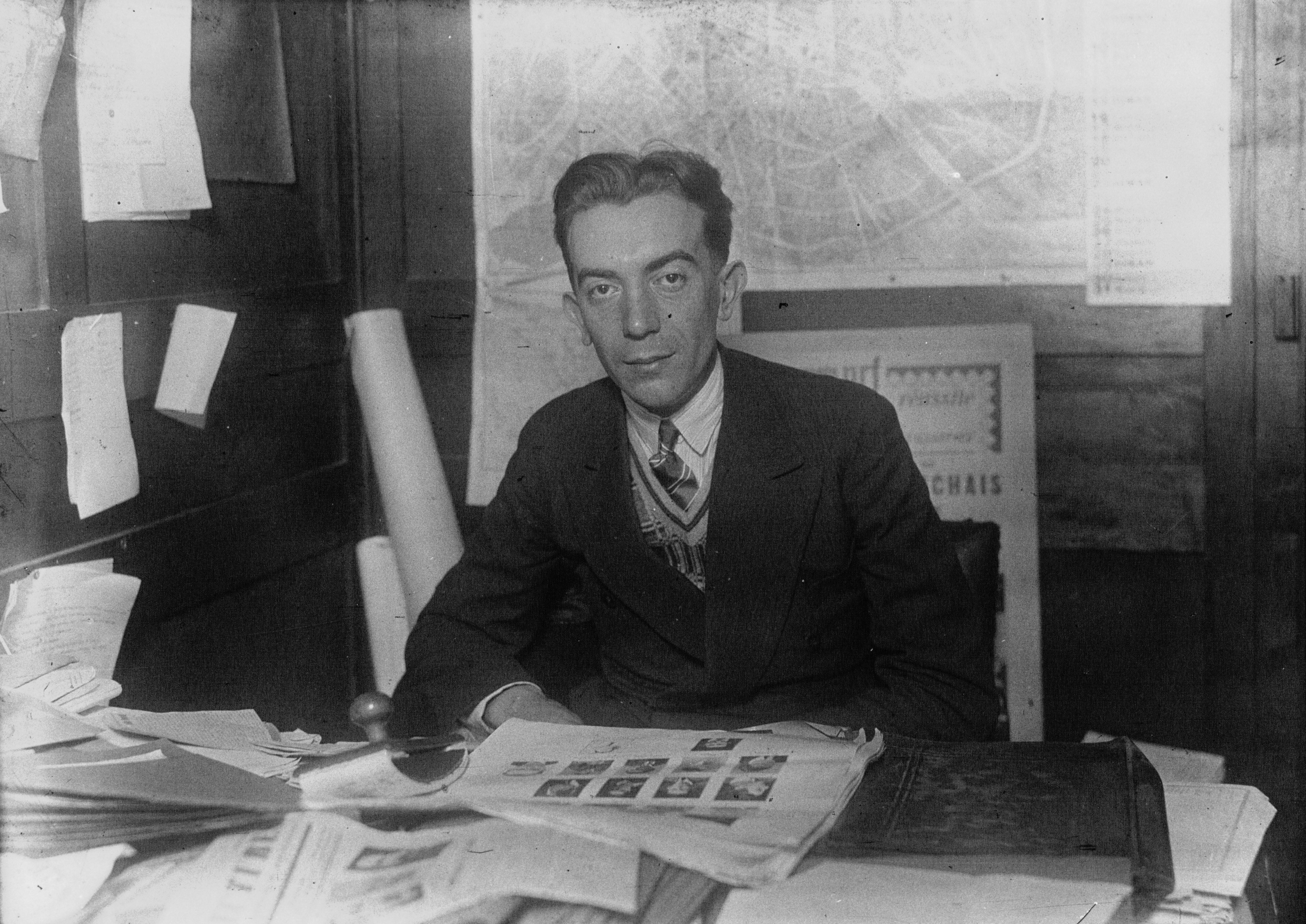
L'écrivain Marcel Aymé prend la défense de Violette Nozière : Dans l'hypothèse d'un inceste, quelle pitié ne méritait pas la malheureuse, et quel pardon !

Les plus grands noms du surréalisme participent en 1933 à une œuvre commune : Violette Nozières (se reporter au chapitre « L'Ange noir et les surréalistes »). Anne-Emmanuelle Demartini souligne que « plus spectaculaire et de plus vaste portée critique, quoique restée confidentielle, est la protestation du groupe surréaliste qui publie le 1er décembre 1933, un recueil de poèmes et de dessins. Plaidoyer en faveur de la jeune fille, « Violette Nozières » prend le contre-pied du discours médiatique en tenant l'inceste pour vrai et en érigeant la jeune parricide en figure lumineuse de la révolte contre une société patriarcale dont les institutions — presse, justice et police — sont jugées solidaires des pères violeurs ».
Ces institutions qui éludent la relation incestueuse sont dénoncées avec force par l'écrivain Marcel Aymé, dans le journal Marianne du 24 octobre 1934 : « En condamnant Violette Nozières sans vouloir entendre parler d'inceste […] le tribunal s'est montré fidèle à l'une de ses plus chères traditions. Il a voulu affirmer le droit du père à disposer absolument de ses enfants, tout compris : droit de vie et de mort, et droit de cuissage aussi. » Marcel Aymé publie dans le même journal, le 19 décembre 1934, un second article contre la peine de mort : « Nous apprenons par les journaux que le pourvoi de Violette Nozières a été rejeté. Il manquait au palmarès une enfant de dix-neuf ans […] mais prions bien humblement M. le président qu'il fasse grâce à Violette Nozières. On ne dira pas que c'est faiblesse, mais simple justice ».
L'affaire amène une nouvelle prise de position dans le monde littéraire avec Louis-Ferdinand Céline sous le pseudonyme de Ferdinand Bardamu, dans La Revue anarchiste : « Au demeurant, de quoi se plaint-on ? Cette affaire et celle d'Oscar Dufrenne sont des aubaines pour tous. Pour la foule qui renifle le sang et le sperme, pour la presse qui la triture, pour le juge qu'elle met en vedette. Nozières est sous terre et Violette est en taule. L'un en proie aux helminthes, l'autre aux remords. Deux victimes dont l'une est enterrée vivante. Deux victimes du Milieu social. On s'agite et l'on danse autour : la Danse macabre ».
Pierre Drieu la Rochelle observe attentivement le bouleversement causé par l'affaire Nozière et prend part au débat. Véronique Lesueur-Chalmet cite le romancier controversé dans sa biographie consacrée à Violette Nozière : 

« Le problème que la justice va devoir résoudre tient en quelques mots : « empêcher la contagion du mal ». Violette a porté le poison au cœur de son géniteur et de son pays. Les accusations contre son père et le geste criminel de la jeune femme pour s'en libérer, prennent soudain une ampleur politique. Dans l'hebdomadaire Marianne de cette même semaine, Pierre Drieu la Rochelle, pointe le caractère singulier de « l'affaire Nozières » : « On commence par dire : Elle a tué, pas d'affaire. Pourquoi parlez-vous d'une affaire. C'est clair. On ajoute tranquillement : Elle a tué ses parents. Attention. Cette simple affirmation qui semble reposer sur l'évidence absolue est en réalité une formule jetée en l'air et qui peut, en retombant, se casser en trois morceaux ». L'écrivain dépeint trois êtres humains tourmentés, s'anéantissant les uns les autres au terme d'un infernal huis clos. On ne tue pas ses parents pour de l'argent, sur une brève impulsion ou sous l'emprise d'un vague « coup de folie » ! À la source du meurtre, gronde la haine. Une haine occultée par des faux-semblants, bâillonnée par les convenances, étouffée par l'hypocrisie généralisée d'une société attachée aux apparences. Jusqu'à la terrible délivrance du passage à l'acte meurtrier. »

À l'inverse, se manifestent les défenseurs de l'ordre moral : , s'indigne Robert Brasillach, écrivain d'extrême droite et collaborationniste à venir, tout comme le sera Louis-Ferdinand Céline, ainsi que Pierre Drieu la Rochelle.

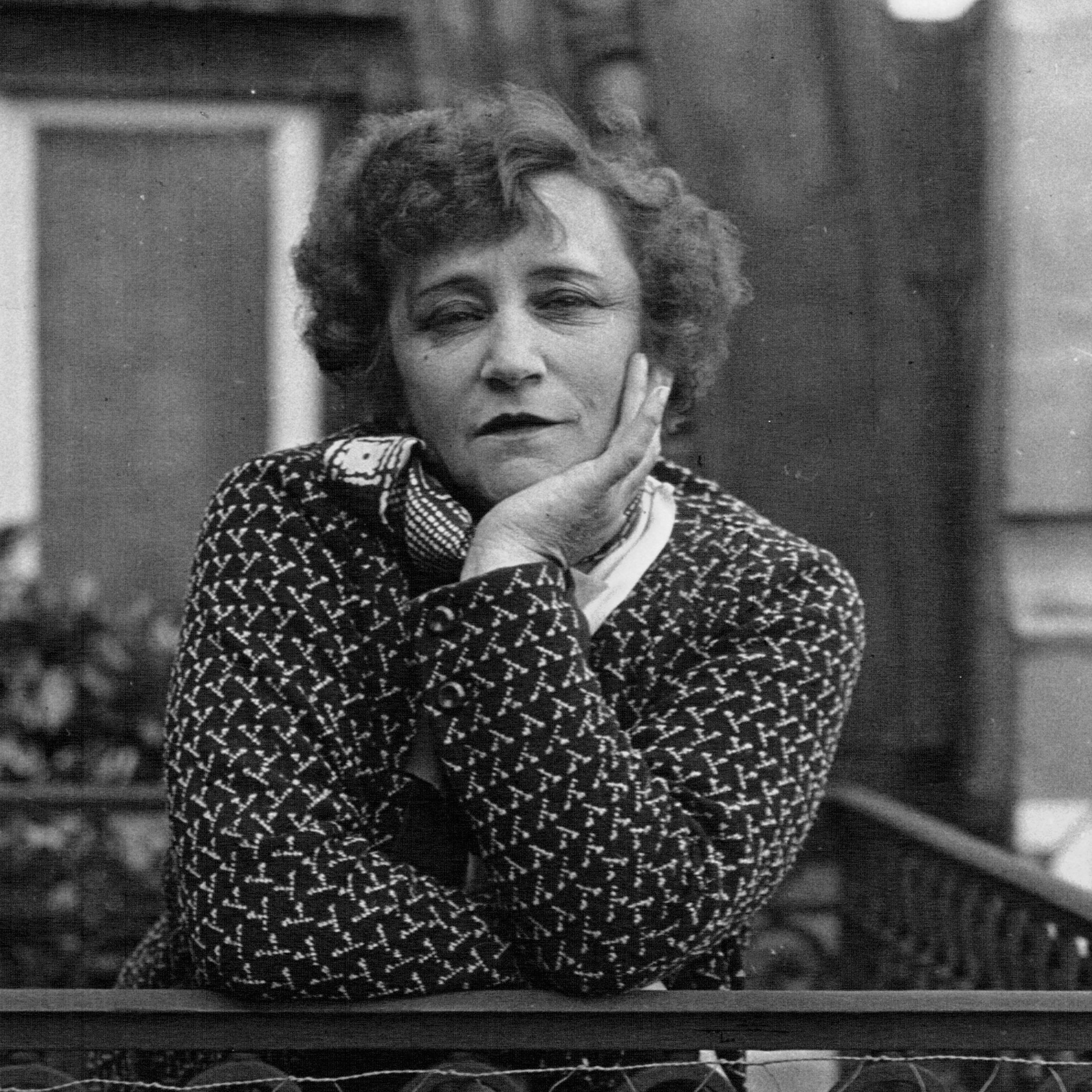
Colette ne croyait pas au possible rachat de Violette Nozière : Je pensais à la mauvaise enfant criminelle, à l'atmosphère de mensonge bas qu'elle avait organisée

Hostile à Violette Nozière, la romancière Colette (1873-1953) lui prête des propos imaginaires dans l'éditorial de L'Intransigeant, grand quotidien du soir d'opinion de droite : « À l'époque où je régnais sur les cœurs, lorsque d'un geste suprêmement élégant, je vidais coupe sur coupe et j'allumais, à la flamme d'un briquet de grande valeur, les cigarettes d'Orient avant de m'élancer dans ma Bugatti, je m'avisais que, sans manquer d'argent, mes parents manquaient totalement de chic. Disons le mot : ils n'étaient pas montrables… ».

Au sujet de cet article, une controverse s'engage entre l'écrivain Louis Laloy et Colette. Preuve, s'il en est, des débats passionnés que le procès de Violette Nozière provoque : 

« Au début des années trente, Colette poursuit ses chroniques judiciaires […] C'est le dernier interrogatoire de Violette Nozière avant les assises, note Colette dans La République du 20 décembre 1933 […] Colette en donne le compte rendu dans L'Intransigeant du 13 octobre, sous le titre Le drame et le procès. Mais la première phrase de son article va donner lieu à une polémique : C'est du petit monde, c'est du petit monde malheureusement, reprend-elle au début du quatrième paragraphe. Louis Laloy n'apprécie guère la formule qu'il associe à « petites gens », titre de l'article qu'il fait paraître dans L’Ère nouvelle du 16 octobre : Mme Colette est au nombre des rares auteurs de notre pays qui ont gardé le contact avec le peuple et voilà qu'elle semble se détacher de lui. La réponse de Colette ne se fait pas attendre, Louis Laloy la glisse aussitôt dans le numéro du 25 octobre : Chez nous on appelle « petit monde », ou « chetit monde », les méchants. « Petit monde » : je pensais à la mauvaise enfant criminelle, à l'atmosphère de mensonge bas qu'elle avait organisée, à l'étroite suspicion, à cette camaraderie pourrie entre la fille et des garçons sans scrupule. »

Plusieurs ouvrages sont consacrés à Violette Nozière (se reporter à la Bibliographie), parmi lesquels on peut citer :
- Jean-Marie Fitère, Violette Nozière, la biographie la plus complète sur la jeune parricide. Comme le remarque l'éditeur : « Jean-Marie Fitère a su faire de ce fait divers qui défraya la chronique dans les années 1930, le roman d'une vie. Un roman à la fois cruel, poignant et tendre ».
- Véronique Lesueur-Chalmet, Violette Nozières, la fille aux poisons, un livre romancé qui brosse un portrait psychologique en recréant des situations, plus ou moins fictionnelles : « Pas de demi-mesure. On maudit Violette Nozières ou on l'adore ».
- Bernard Hautecloque, Violette Nozière, la célèbre empoisonneuse des années trente. L'écrivain présente une Violette Nozière dissemblable et il précise dans son avant-propos : « Je ne prétends pas pour autant avoir fait une recherche de type universitaire, mais une œuvre littéraire. J'ai eu le privilège de dialoguer avec deux autres de ses biographes, Jean-Marie Fitère et Véronique Chalmet. Nous avons comparé, voire confronté nos visions respectives du personnage. Or, bien qu'ayant travaillé tous trois sur les mêmes documents, « nos » Violette Nozière sont fort différentes les unes des autres. Faut-il s'en étonner ? ».
- Raphaëlle Riol consacre à Violette Nozière un roman inventif et impertinent, Ultra Violette (Éditions du Rouergue, 2015), dans lequel elle revisite le mythe en convoquant le personnage à sa table d'écrivain.

Patrick Modiano évoque Violette Nozière et le Quartier latin dans son roman Fleurs de ruine : 

« La neige qui se transforme en boue sur les trottoirs, les grilles des thermes de Cluny devant lesquelles se dressaient des étalages de marchands à la sauvette, les arbres dénudés, toutes ces tonalités grises et noires dont je garde le souvenir me font penser à Violette Nozière. Elle donnait ses rendez-vous dans un hôtel de la rue Victor-Cousin, près de la Sorbonne, et au Palais du Café, boulevard Saint-Michel. Violette était une brune au teint pâle que les journaux de l'époque comparait à une fleur vénéneuse et qu'ils appelaient « la fille aux poisons ». Elle liait connaissance au Palais du Café avec de faux étudiants aux vestons trop cintrés et aux lunettes d’écaille. Elle leur faisait croire qu'elle attendait un héritage et leur promettait monts et merveilles : des voyages, des Bugatti… Sans doute avait-elle croisé, sur le boulevard, le couple T. qui venait de s'installer dans le petit appartement de la rue des Fossés-Saint-Jacques »

La trame de l'histoire de Modiano se déroule à Paris en 1933. Un couple se suicide dans son appartement pour de mystérieuses raisons. La cause de ce drame ne sera jamais élucidée complètement. L'auteur mêle personnages de fiction et personnages réels, ce qui donne encore plus d'authenticité au récit.

### Bandes dessinées
Violette Nozière inspire également les auteurs et dessinateurs du neuvième art. L'année 2012 voit deux projets de bande dessinée en cours de réalisation, dont l'un est publié le 28 septembre de la même année, avec sa sortie en album : L'Affaire Violette Nozière de Julien Moca et Frank Leclercq. Le début du récit se situe au mois de novembre 1966 et un avocat, Me René de Vésinne-Larue, raconte l'histoire de la plus célèbre de ses clientes, Violette Nozière.
- L'Affaire Violette Nozière Julien Moca, Caroline Allart,  (ISBN 978-2-81290-656-5)
Scénario : Frank Leclercq, Benoît Lacou - Dessin : 28 septembre 2012. - Couleurs : Éditions De Borée, collection « Les grandes affaires criminelles et mystérieuses »

Le second album, Violette Nozière, d'Eddy Simon et Camille Benyamina, est sorti le 15 janvier 2014. Les auteurs nous donnent de Violette Nozière, « l'Ange Noir », un portrait empreint de poésie et de mystère…
- Violette Nozière : vilaine chérie Eddy Simon,  (ISBN 978-2-20303-854-7)
Scénario : Camille Benyamina - Dessin : 15 janvier 2014. - Couleurs : Éditions Casterman, collection « Univers d'auteurs »

## Généalogie

### Événements
Les 18 et 19 mai 2012, la société généalogique de Haute-Loire : GenDep43, organise sa 5e rencontre dans la salle d'exposition du journal L'Éveil, place Michelet au Puy-en-Velay, dont le thème principal est la généalogie et les grandes affaires criminelles. Les membres de l'association mentionnent Violette Nozière dont la famille paternelle est originaire du département : « Nous sommes partis d'un livre qui évoque certaines affaires intervenues en Haute-Loire. L'un des cas les plus intéressants est sans doute celui de Violette Nozière, connue pour avoir assassiné son père (né à Prades) et tenté d'assassiner sa mère, et dont l'histoire a été retranscrite dans des films », explique Brigitte Dumas, la présidente du GenDep43. La maxime du poète Jean de La Bruyère qui illustre ce salon, se vérifie bien plus souvent qu'on ne le croit : « Tout homme descend à la fois d'un roi et d'un pendu ».
| Félix Nozière | Félix Nozière | Félix Nozière | Félix Nozière | Félix Nozière    | Félix Nozière    |                  |                  | Marie Constance Bernard | Marie Constance Bernard | Marie Constance Bernard | Marie Constance Bernard | Marie Constance Bernard | Marie Constance Bernard |                  |  |  |  |  |  | Alsime François Hézard | Alsime François Hézard | Alsime François Hézard | Alsime François Hézard | Alsime François Hézard    | Alsime François Hézard    |                           |                           | Clémence Philomène Boutron | Clémence Philomène Boutron | Clémence Philomène Boutron | Clémence Philomène Boutron | Clémence Philomène Boutron | Clémence Philomène Boutron |  |  |  |  |  |  |  |  |  |  |  |  |  |  |  |  |  |  |  |  |  |  |  |  |  |  |
| Félix Nozière | Félix Nozière | Félix Nozière | Félix Nozière | Félix Nozière    | Félix Nozière    |                  |                  | Marie Constance Bernard | Marie Constance Bernard | Marie Constance Bernard | Marie Constance Bernard | Marie Constance Bernard | Marie Constance Bernard |                  |  |  |  |  |  | Alsime François Hézard | Alsime François Hézard | Alsime François Hézard | Alsime François Hézard | Alsime François Hézard    | Alsime François Hézard    |                           |                           | Clémence Philomène Boutron | Clémence Philomène Boutron | Clémence Philomène Boutron | Clémence Philomène Boutron | Clémence Philomène Boutron | Clémence Philomène Boutron |  |  |  |  |  |  |  |  |  |  |  |  |  |  |  |  |  |  |  |  |  |  |  |  |  |  |
|               |               |               |               |                  |                  |                  |                  |                         |                         |                         |                         |                         |                         |                  |  |  |  |  |  |                        |                        |                        |                        |                           |                           |                           |                           |                            |                            |                            |                            |                            |                            |  |  |  |  |  |  |  |  |  |  |  |  |  |  |  |  |  |  |  |  |  |  |  |  |  |  |
|               |               |               |               | Baptiste Nozière | Baptiste Nozière | Baptiste Nozière | Baptiste Nozière | Baptiste Nozière        | Baptiste Nozière        |                         |                         |                         |                         |                  |  |  |  |  |  |                        |                        |                        |                        | Germaine Joséphine Hézard | Germaine Joséphine Hézard | Germaine Joséphine Hézard | Germaine Joséphine Hézard | Germaine Joséphine Hézard  | Germaine Joséphine Hézard  |                            |                            |                            |                            |  |  |  |  |  |  |  |  |  |  |  |  |  |  |  |  |  |  |  |  |  |  |  |  |  |  |
|               |               |               |               | Baptiste Nozière | Baptiste Nozière | Baptiste Nozière | Baptiste Nozière | Baptiste Nozière        | Baptiste Nozière        |                         |                         |                         |                         |                  |  |  |  |  |  |                        |                        |                        |                        | Germaine Joséphine Hézard | Germaine Joséphine Hézard | Germaine Joséphine Hézard | Germaine Joséphine Hézard | Germaine Joséphine Hézard  | Germaine Joséphine Hézard  |                            |                            |                            |                            |  |  |  |  |  |  |  |  |  |  |  |  |  |  |  |  |  |  |  |  |  |  |  |  |  |  |
|               |               |               |               |                  |                  |                  |                  |                         |                         |                         |                         |                         |                         |                  |  |  |  |  |  |                        |                        |                        |                        |                           |                           |                           |                           |                            |                            |                            |                            |                            |                            |  |  |  |  |  |  |  |  |  |  |  |  |  |  |  |  |  |  |  |  |  |  |  |  |  |  |
|               |               |               |               |                  |                  |                  |                  |                         |                         |                         |                         |                         |                         | Violette Nozière |  |  |  |  |  |                        |                        |                        |                        |                           |                           |                           |                           |                            |                            |                            |                            |                            |                            |  |  |  |  |  |  |  |  |  |  |  |  |  |  |  |  |  |  |  |  |  |  |  |  |  |  |

### Historique

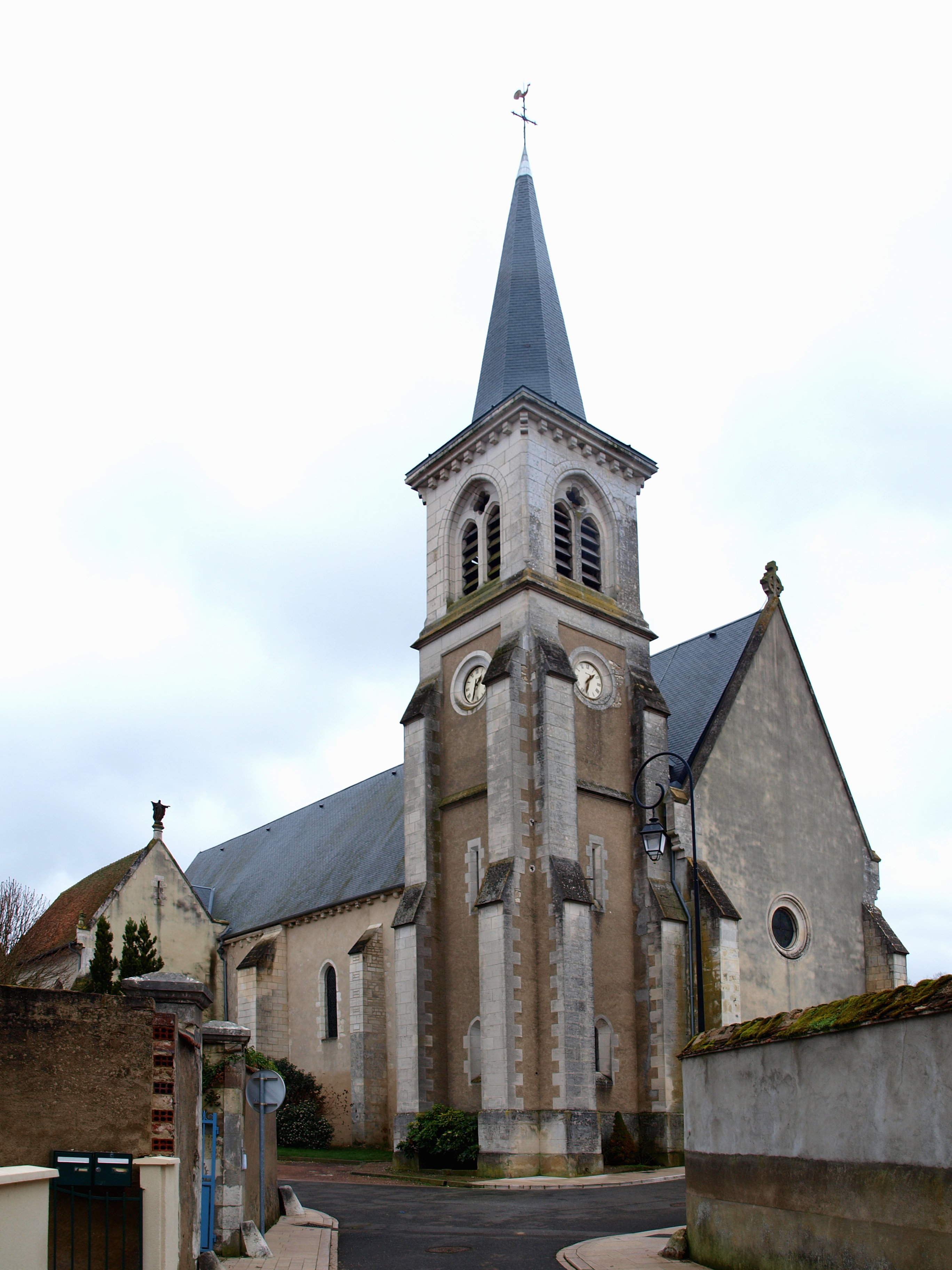
L'église de Saint-Laurent à Neuvy-sur-Loire. En ce début de l'année 1915, Violette Nozière est le premier enfant baptisé.

La famille Nozière est originaire du département de la Haute-Loire, en Auvergne. L'aïeul paternel de Violette Nozière est Félix Nozière, né à Saint-Julien-des-Chazes le 8 mars 1858, de père inconnu et de Marie Nozière, vingt-deux ans. La naissance de cet enfant naturel a lieu au domicile de son grand-père maternel, Antoine Nozière (1798-1880), cultivateur. Marie Nozière, ménagère, va contracter un mariage six ans plus tard, avec un dénommé Baptiste Vigouroux, cultivateur, son aîné de huit ans. La célébration se déroule dans la commune de l'époux à Prades, le 26 mai 1864. Marie Nozière meurt à Prades, à l'âge de 41 ans, le 6 janvier 1878. Son fils, Félix Nozière, domestique, épouse Marie Constance Bernard, 17 ans, à Prades le 12 janvier 1884. De cette union sont nés trois enfants : Baptiste Nozière le 17 février 1885, Ernest Félix Nozière le 5 janvier 1887 et Marie Juliette Nozière, le 20 février 1900. Baptiste quitte très tôt le milieu familial en 1901, apprend la mécanique et entre aux Chemins de fer Paris-Lyon-Méditerranée (PLM) à Paris, comme ajusteur. Ernest est boulanger à Prades, comme son père. Ce dernier tient également une auberge dans le village. Ernest Nozière épouse Marie, Véronique Michel à Prades, le 11 janvier 1913. Son frère, Baptiste, mécanicien, est présent à la cérémonie. Un contrat de mariage est établi, les 24 et 25 décembre 1912 par Me Plantin, notaire à Saint-Julien-des-Chazes. Le 17 février 1914, naît René Baptiste Nozière à Prades, le premier enfant d'Ernest et Marie Nozière.

La vie paisible de la famille Nozière est de courte durée et connaît une succession de drames. La Guerre éclate et désormais plus rien ne sera comme avant. L'horreur de la guerre frappe d'innombrables foyers, meurtris par ce conflit. Si Baptiste Nozière accomplit son engagement militaire au PLM, il en est autrement pour son frère envoyé sur le front, dans les tranchées. Ernest Nozière est incorporé le 2 août 1914, en tant que soldat de 2e classe au 299e régiment d'infanterie. Le 3 août 1914, il rejoint son régiment stationné à Sainte-Colombe-lès-Vienne dans le département du Rhône. Le 11 mars 1915, Ernest Nozière intègre la 74e Division et la 147e Brigade du Détachement de l'Armée de Lorraine (DAL). Le 24 juillet 1915, les troupes reçoivent la visite du Président de la République, Raymond Poincaré. Au mois d'octobre 1915, les combats font rage sur le front de Reillon en Meurthe-et-Moselle : 

« Le 8 octobre 1915, le 299e fut alerté brusquement et enlevé en auto-camions pour débarquer à Bénamenil. Il s'agissait de parer une attaque qui avait réussi à s'emparer du bois Zeppelin en avant de Reillon. Dès son arrivée, le régiment fut jeté en pleine bataille et se lança à la contre-attaque. Pendant dix jours les combats se poursuivirent avec acharnement sur un terrain très difficile, bouleversé par les bombardements et les intempéries. Les difficultés de ravitaillement, l'état du sol détrempé par l’eau, la précarité des communications, sans cesse coupées, imposèrent aux troupes de grandes fatigues. Pendant cette période d'attaques et de contre-attaques, le régiment perdit 305 hommes tués ou blessés, mais il eut la satisfaction d'infliger aux Allemands de sanglants échecs. »

Au cours des assauts, Ernest Nozière est pris sous le feu allemand. Le 14 octobre 1915 à 19 h 00, Ernest succombe des suites de ses blessures. Il avait 28 ans. Marie Nozière, veuve de guerre sans ressources avec un enfant, est prise en charge par son beau-père, Félix Nozière. L'enfant d'Ernest et Marie Michel, René Nozière, meurt à 3 h, au matin du 5 mai 1917, âgé seulement de trois ans, d'une diphtérie. Marie, Juliette Nozière disparaît à Prades le 25 août 1918, dans sa dix-neuvième année. L'épouse de Félix Nozière, Marie Bernard meurt à Prades l'année suivante le 4 janvier 1919, moins de cinq mois après leur fille Juliette. Félix Nozière affronte deuils et solitude. Son seul enfant à présent, Baptiste, est éloigné et toujours en déplacement, de par son métier. Le dernier lien familial, est sa belle-fille Marie, qui décide de vivre avec le patriarche. Leur liaison et la grande différence d'âge de trente années du couple, vont alimenter les conversations des habitants de Prades. Cette situation est un sujet de discorde permanent entre Baptiste Nozière et son père, Félix Nozière. Quoi qu'il en soit, Baptiste se rend à Prades chaque année avec sa nouvelle épouse Germaine Hézard. Par ailleurs, Germaine témoigne de l'affection pour son beau-père et ce sentiment est réciproque.
La famille Hézard a ses racines dans le département de la Nièvre en Bourgogne-Franche-Comté. Germaine, Joséphine Hézard est née à Neuvy-sur-Loire, le 4 août 1888. Elle est la fille de Alsime, François Hézard, 42 ans, vigneron, et de Clémence, Philomène Boutron, 38 ans, sans profession. Dix-huit années séparent Germaine de sa sœur aînée Philomène Hézard, mariée le 12 novembre 1889 à Neuvy-sur-Loire avec Auguste Desbouis, vigneron. Auguste abandonne très vite le métier familial pour devenir gardien de la paix dans le département de la Seine.
Germaine Hézard, couturière, épouse en premières noces à l'âge de 18 ans, le 5 février 1907 à Neuvy-sur-Loire, Louis Pierre Arnal, doreur sur papier et domicilié au 83 rue d'Angoulême-du-Temple à Paris, dans le 11e arrondissement. Mais Louis Arnal brutalise sa femme Germaine, la trompe et joue aux courses. La séparation est inévitable. Un jugement par défaut intervient, le 8 octobre 1913. Le divorce est prononcé le 22 janvier 1914, au Palais de justice de Paris, par le tribunal civil de première instance du département de la Seine, au profit de Germaine Hézard.
- Suite de l'historique, voir le chapitre : Biographie.

### Sources modernes
- Fostine Carracillo, « Violette Nozière : autrice d’un parricide », Histoire et patrimoine pénitentiaire, Paris, procès historiques,‎ 9 janvier 2020 (lire en ligne)
- Anne-Emmanuelle Demartini, Violette Nozière, la fleur du mal : une histoire des années 30, Ceyzérieu, Éditions Champ Vallon, coll. « Époques », 7 septembre 2017, 420 p. (ISBN 979-1-02670-608-3, présentation en ligne)
- Raphaëlle Riol, Ultra Violette (Roman), Arles, Éditions du Rouergue, coll. « La Brune au Rouergue », 7 janvier 2015, 192 p. (ISBN 978-2-81260-748-6, présentation en ligne)
- Anne-Emmanuelle Demartini, Pascal Bastien (dir.), Donald Fyson (dir.), Jean-Philippe Garneau (dir.) et Thierry Nootens (dir.), Justice et espaces publics en Occident, du Moyen Âge à nos jours : Pouvoirs, publicité et citoyenneté (Histoire), Québec, Presses de l'Université du Québec, coll. « Hors collection », 27 mai 2014, 360 p., pdf (ISBN 978-2-76053-649-4, présentation en ligne), « L'affaire Violette Nozière : crime privé ou affaire publique ? », p. 261 à 272
- Eddy Simon et Camille Benyamina, Violette Nozière : Vilaine chérie, Éditions Casterman, coll. « Univers d'auteurs », 15 janvier 2014, 96 p. (ISBN 978-2-20303-854-7)
- Frédéric Diefenthal et Paul-Henri Moinet, Paris capitale du crime, Neuilly-sur-Seine, Éditions Michel Lafon, 2 mai 2013, 320 p. (ISBN 978-2-74991-920-1, présentation en ligne), « Violette Nozière : la parricide de la rue de Madagascar », p. 157 à 169
- Géraldine Couget, « Violette Nozière, parricide et sainte », Géraldine Couget.com,‎ 15 mars 2013 (lire en ligne)
- Amélie Nothomb, Collectif écrivains, universitaires et Bruno Fuligni (dir.) (préf. Michel Gaudin, Préfet de police), Dans les secrets de la police. Quatre siècles d'histoire de crimes et de faits divers : dans les archives de la Préfecture de police, Paris, Éditions L'Iconoclaste, coll. « Mémoires », 18 octobre 2012 (1re éd. 16 octobre 2008), 336 p., 32 cm × 26 cm (ISBN 978-2-91336-650-3, présentation en ligne), « Violette Nozières la parricide, muse ambiguë des surréalistes », p. 222 à 223.[180]
- Anne-Emmanuelle Demartini, François Angelier (dir.) et Stéphane Bou (dir.), Dictionnaire des assassins et des meurtriers, Paris, Éditions Calmann-Lévy, coll. « Sciences Humaines et Essais », 19 septembre 2012, 608 p. (ISBN 978-2-70214-306-3), « Nozière, Violette », p. 409 à 415.
- Julien Moca et Frank Leclercq, L'Affaire Violette Nozière, Éditions De Borée, coll. « Les grandes affaires criminelles et mystérieuses », 28 septembre 2012, 48 p. (ISBN 978-2-81290-656-5)
- Marie Vindy, La crim' 1912-2012 : la brigade criminelle à travers dix affaires mythiques, Le Point hors-série et la revue Alibi, 5 juillet 2012, « Une tueuse au 36 », p. 24 à 31.[181]
- Anne-Emmanuelle Demartini, André Rauch (dir.) et Myriam Tsikounas (dir.), L'historien, le juge et l'assassin, Paris, Publications de la Sorbonne, coll. « Hommes et Société », 14 juin 2012, 286 p. (ISBN 978-2-85944-701-4, présentation en ligne), « Celle dont on ne voit pas les yeux : portraits de Violette Nozière », p. 185 à 196.[182]
- (en) Judith Warner, « The Murder That Transfixed 1930s Paris », The New York Times,‎ 3 juin 2011 (lire en ligne)
- (en) Sarah Maza, professeur d'Histoire à l'Université Northwestern, Violette Nozière, A story of murder in 1930s Paris, University of California Press, 1er mai 2011 (ISBN 978-0-520-26070-2).
- (it) Collectif des surréalistes (trad. Carmine Mangone, préf. Andrea Bruni), Gruppo surrealista : Violette Nozières, Éditions Maldoror Press, avril 2011, 34 p., Pdf (lire en ligne)
- Jacques Vergès, Justice et littérature, Presses universitaires de France, 9 mars 2011 (ISBN 978-2-13057-538-2), « L'accusé, cet inconnu : Le mystère de Violette Nozière », p. 185 à 199.
- Bernard Hautecloque, Violette Nozière, la célèbre empoisonneuse des années trente, Éditions Normant, 1er novembre 2010, 200 p. (ISBN 978-2-915685-48-0).
- Commissaire Marcel Guillaume (préf. Laurent Joly, chargé de recherche au CNRS), Mémoires - Mes grandes enquêtes criminelles : De la bande à Bonnot à l'affaire Stavisky, Éditions des Équateurs, 28 octobre 2010 (1re éd. 2005), 402 p. (ISBN 978-2-84990-168-7), chap. 24 (« L'affaire Violette Nozières »), p. 337 à 356.
- Anne-Emmanuelle Demartini, Me de conférence en Histoire contemporaine, Université de Paris VII, « L'Affaire Nozière entre instruction judiciaire et médiatisation », Le Temps des médias, Nouveau Monde, no 15,‎ septembre 2010, p. 126 à 141. (ISBN 978-2-84736-558-0)
- Anne-Emmanuelle Demartini, Figures de femmes criminelles : de l'Antiquité à nos jours, Paris, Publications de la Sorbonne, coll. « Hommes et Société », 25 mars 2010, 352 p. (ISBN 978-2-85944-631-4), « La figure de l'empoisonneuse, de Marie Lafarge à Violette Nozière », p. 27 à 39.
- Jean-François Miniac, Les Nouvelles Affaires criminelles de l'Orne, Éditions De Borée, 16 septembre 2009 (ISBN 978-2-84494-959-2), « Violette Nozière : Une Aiglonne, sa proie et l'ombre », p. 154 à 158.
- Anne-Emmanuelle Demartini, « L'Affaire Nozière : La parole sur l'inceste et sa réception sociale dans la France des années 1930 », Revue d'histoire moderne et contemporaine, Éditions Belin, nos 56-4,‎ avril 2009, p. 190 à 214 (ISBN 978-2-70115-108-3, ISSN 0048-8003, lire en ligne)
- Sylvain Larue, Les Grandes Affaires criminelles de France - Violette Nozière, Éditions De Borée, octobre 2008 (ISBN 978-2-84494-826-7), p. 276 à 287.
- Anne-Emmanuelle Demartini, Agnès Fontvieille, Emmanuelle André (dir.), Martine Boyer-Weinmann (dir.) et Hélène Kuntz (dir.), Tout contre le réel : Miroir du fait divers, Paris, Éditions Le Manuscrit, coll. « L'esprit des Lettres », 25 juin 2008 (ISBN 978-2-304-00582-0, lire en ligne), « Violette Nozière ou le fait divers médiatique au miroir surréaliste », p. 105 à 130[183].
- Myriam Chermette, « Le Succès par l'image ? Heurs et malheurs des politiques éditoriales de la presse quotidienne (1920-1940) », Études photographiques, Paris « La trame des images / Histoires de l'illustration photographique », no 20,‎ juin 2007, p. 84 à 99 (ISBN 978-2-911-96120-5, lire en ligne)
- Jean-Marie Fitère, Violette Nozière - Empoisonnement, parricide, inceste…, Éditions Acropole, coll. « Jugés coupables », 3 mai 2007, 228 p. (ISBN 978-2-73570-288-6).
- Eddy Simon (préf. Philippe Huet), Les grandes affaires criminelles de Seine-Maritime, Éditions De Borée, coll. « Affaires criminelles », 18 mai 2006, 337 p. (ISBN 978-2-84494-404-7), « Violette Nozières », p. 315 à 319.
- Véronique Lesueur-Chalmet, Violette Nozières, la fille aux poisons, Flammarion, 10 novembre 2004 (ISBN 978-2-08068-488-2)
- Véronique Lesueur-Chalmet, Femmes et Criminelles : Des sœurs Papin à Simone Weber, une histoire sanglante des faits divers, Le Pré aux Clercs, 5 septembre 2002 (ISBN 2-84228-125-X et 978-2-84228-125-0)
- Anne-Emmanuelle Demartini, Agnès Fontvieille, Christine Bard (dir.), Frédéric Chauvaud (dir.), Michelle Perrot (dir.) et Jacques-Guy Petit (dir.), Femmes et justice pénale, XIXe et XXe siècles, Rennes, Presses universitaires de Rennes, coll. « Histoire », 20 novembre 2002 (ISBN 2-86847-751-8), « Le crime du sexe. La justice, l'opinion publique et les surréalistes : regards croisés sur Violette Nozière », p. 243 à 252[183]. Réédition, janvier 2011  (ISBN 978-2-868-47751-4)
- Agnès Fontvieille-Cordani, Le gré des langues, Paris, Éditions L'Harmattan (no 15), 1999, 202 p. (ISBN 2-73848-103-5, lire en ligne), « La question de l'énonciation dans le poème de Paul Éluard publié dans le recueil surréaliste Violette Nozières (décembre 1933) », p. 90 à 111
- Marcel Aymé, Œuvres romanesques complètes, vol. II, Gallimard, coll. « Bibliothèque de la Pléiade », 4 septembre 1998 (ISBN 2-07-011331-0 et 978-2-07011-331-6). Article « Incestes » (pp. 1212 à 1214) publié dans Marianne no 105, le 24 octobre 1934, et « Peine de mort » (pp. 1216 à 1217) publié dans Marianne no 113, le 19 décembre 1934.
- Alphonse Boudard, Faits-divers et châtiments, Paris, Le Pré aux Clercs, 1er janvier 1992 (ISBN 978-2-7144-2856-1), « Violette Nozière », p. 119 à 145.
- Collectif Violette Nozières (André Breton, Paul Éluard, Benjamin Péret …), Violette Nozières : Poèmes, dessins, correspondances, documents, Paris, Terrain Vague, coll. « Le Désordre », 20 novembre 1991 (ISBN 978-2-85208-149-9). Réédition de l'ouvrage des surréalistes (décembre 1933), préfacée par l'écrivain José Pierre (1927-1999).
- Marcel Aymé (préf. Michel Lécureur), Du côté de chez Marianne : Chroniques 1933-1937, Éditions Gallimard, coll. « NRF », 6 octobre 1989, 360 p. (ISBN 2-07-071735-6 et 978-2-07071-735-4). Article « Incestes » (pp. 229 à 231) publié dans Marianne no 105, le 24 octobre 1934, et « Peine de mort » (pp. 253 à 255) publié dans Marianne no 113, le 19 décembre 1934.
- Bernard Oudin, « L'Affaire Violette Nozière », Historia, Librairie Jules Tallandier, no 379,‎ juin 1978, p. 93 à 99.
- Philippe Aziz, Les Grandes Énigmes judiciaires : Le Destin fascinant de Violette Nozière, vol. 1, Genève, Éditions Idégraf, 1977.
- Jean-Marie Fitère, Violette Nozière, Presses de la Cité, 3e trimestre 1975, 222 p. (ISBN 2-258-00423-3)
- (en) Edward S. Sullivan, « The french have a way… with murder », Police Détective magazine, vol. 7, no 4,‎ août 1953 (lire en ligne)
- Les surréalistes André Breton, René Char, Paul Éluard, Maurice Henry, E. L. T. Mesens, César Moro, Benjamin Péret, Gui Rosey, Salvador Dalí, Yves Tanguy, Max Ernst, Victor Brauner, René Magritte, Marcel Jean, Hans Arp, Alberto Giacometti : Violette Nozières (recueil), éditions Nicolas Flamel, Bruxelles, 1er décembre 1933.
- Jean Pidault et Maurice-Yvan Sicard, L'Affaire Nozières : Crime ou châtiment ?, Paris, Éditions Ramlot et Cie, septembre 1933, 125 p.
- Jacques Niger, Le Secret de l'empoisonneuse : Le Crime de Violette Nozière, son arrestation, ses complices ?, Paris, Éditions de Pascal, 1933, 32 p.

### Sources anciennes
- Bibliothèque nationale de France - bibliothèque numérique Gallica :
  - Journal Le Petit Parisien :
« Éditions de 1933 »
« Éditions de 1934 »
- Bibliothèque Philippe Zoummeroff :
  - « Exposition virtuelle Violette Nozière »
  - « Le parcours de Violette Nozière »
  - « Galerie photographique Violette Nozière »
- Département de la Haute-Loire :
Archives municipales - Mairie de Prades. Le Bourg 43300 Prades
Archives municipales - Mairie de Saint-Julien-des-Chazes. Le Bourg 43300 Saint-Julien-des-Chazes
Archives municipales - Mairie de Saint-Berain. Le Bourg 43300 Saint-Berain
Archives municipales - Mairie de Brioude. 2 place Lafayette 43100 Brioude
Archives municipales - Mairie de Langeac. Place Favière 43300 Langeac
Archives de l'État civil - Archives départementales de la Haute-Loire. Avenue de Tonbridge 43012 Le Puy-en-Velay.
Archives militaires - Archives départementales de la Haute-Loire. Avenue de Tonbridge 43012 Le Puy-en-Velay.
  - « Famille Nozière - Archives numérisées de l'état civil », sur le site officiel des Archives départementales de la Haute-Loire
  - « Association généalogique de la Haute-Loire », sur le site officiel Généal.43
- Département d'Ille-et-Vilaine :
Archives de la Maison Centrale - Centre pénitentiaire de Rennes. 18 bis rue de Châtillon, boîte postale 3107 - 35031 Rennes Cedex.
Archives judiciaires - Archives départementales d'Ille-et-Vilaine. 1 rue Jacques-Léonard 35000 Rennes.
- Département de la Nièvre :
Archives municipales - Mairie de Neuvy-sur-Loire. Place de la Mairie 58450 Neuvy-sur-Loire.
Archives de l'État civil - Archives départementales de la Nièvre. 1 rue Charles-Roy 58039 Nevers.
  - « Famille Hézard - Archives numérisées de l'état civil », sur le site officiel des Archives départementales de la Nièvre
  - « Portail généalogique de la Nièvre », sur le site officiel Gen.Nièvre
- Département de Paris :
Archives judiciaires - Archives de Paris. 18 boulevard Sérurier 75019 Paris
Archives municipales - Mairie du 12e arrondissement. 130 avenue Daumesnil 75012 Paris.
Archives municipales - Mairie du 5e arrondissement. 21 place du Panthéon 75005 Paris.
- Département de la Seine-Maritime :
Archives judiciaires - Archives départementales de Seine-Maritime. Hôtel du Département. Quai Jean-Moulin 76101 Rouen.
Archives municipales - Mairie de Rouen. Place du Général-de-Gaulle 76000 Rouen.
Archives municipales - Mairie de Petit-Quevilly. Place Henri-Barbusse 76140 Le Petit-Quevilly.
Archives municipales - Mairie de Grand-Quevilly. Esplanade Tony-Larue 76120 Le Grand-Quevilly.

#### Notices et ressources
- Notices d'autorité :   - VIAF
  - ISNI
  - BnF (données)
  - IdRef
  - LCCN
  - GND
  - Israël